# Gran Joc
El Gran Joc és el nom que els britànics van denominar la rivalitat estratègica que van mantenir amb els russos a Àsia central durant el segle xix i principis del segle xx. Aquesta rivalitat, a la qual els russos, per la seva banda, van denominar El Torneig de les Ombres (rus: Турниры тене́й), mai no va arribar a propiciar un enfrontament directe entre les forces armades d'ambdós països. El terme va ser inventat pel diplomàtic Arthur Conolly però va ser popularitzat per l'escriptor Rudyard Kipling a la novel·la Kim de 1901.
Tot i que el Gran Joc va estar marcat per la desconfiança, la intriga diplomàtica i les guerres regionals, mai va esclatar en una guerra a gran escala directament entre les forces colonials russes i les britàniques. No obstant això, les dues nacions van lluitar a la Guerra de Crimea de 1853 a 1856, que va afectar el Gran Joc. Els imperis rus i britànic també van cooperar nombroses vegades durant el Gran Joc, incloent molts tractats i la Comissió de Límits afganesos.
Gran Bretanya temia que l'expansió de Rússia cap al sud amenacés l'Índia, mentre que Rússia temia l'expansió dels interessos britànics a Àsia Central. Com a resultat, Gran Bretanya va fer una alta prioritat protegir totes les aproximacions a l'Índia, mentre continuava la conquesta russa de l'Àsia Central. Conscients de la importància de l'Índia per als britànics, els esforços russos a la regió sovint tenien l'objectiu d'extorsionar-los concessions a Europa, però després de 1801, no tenien cap intenció seriosa d'atacar directament l'Índia. Els plans de guerra russos per a l'Índia que es van proposar però mai es van materialitzar incloïen el Pla Duhamel i el Pla Khrulev plan de la Guerra de Crimea (1853–1856).
La rivalitat entre Rússia i Gran Bretanya a Àsia al segle xix va començar amb la planificada marxa índia de Pau i les invasions russes a l'Iran el 1804–1813 i el 1826–1828, que van barrejar Pèrsia en una competència entre potències colonials. Segons un punt de vista important, el Gran Joc va començar el 12 de gener de 1830, quan Lord Ellenborough, el president de la Junta de Control de l'Índia, va encarregar a Lord Bentinck, el governador general, d'establir una ruta comercial cap a l'Emirat de Bukharà. La Gran Bretanya pretenia crear un protectorat a l'Afganistan i donar suport a l'Imperi Otomà, Pèrsia, Khiva i Bukhara com a estats tampó contra l'expansió russa. Això protegiria l'Índia i les principals rutes comercials marítimes britàniques bloquejant Rússia d'aconseguir un port al golf Pèrsic o a l'oceà Índic. A mesura que les esferes d'influència russa i britànica es van expandir i competir, Rússia va proposar l'Afganistan com a zona neutral.
Tradicionalment, el Gran Joc va acabar entre 1895 i 1907. El setembre de 1895, Londres i Sant Petersburg van signar els protocols de la Comissió de Límits del Pamir, quan es va definir la frontera entre l'Afganistan i l'Imperi Rus mitjançant mètodes diplomàtics. L'agost de 1907, la Convenció Anglorussa va crear una aliança entre Gran Bretanya i Rússia, i va delimitar formalment el control a l'Afganistan, Pèrsia i el Tibet.

## Nom
La frase "el gran joc" es va utilitzar molt abans del segle XIX i s'associava amb jocs de risc, com ara cartes i daus. L'equivalent francès Le grand jeu data com a mínim de 1585 i s'associa amb significats de risc, atzar i engany.
El terme Great Game va ser encunyat el 1840 per un oficial d'intel·ligència britànic, el capità Arthur Conolly (1807–1842). La novel·la de 1901 de Rudyard Kipling, Kim, va popularitzar el terme, augmentant la seva associació amb una gran rivalitat de poder. Es va fer encara més popular després de l'arribada de la Guerra afgano-soviètica el 1979.
En el sentit històric, el terme data de mitjans del segle XIX. El capità Conolly havia estat nomenat oficial polític. Un terme similar, el "Torneig de les ombres", va ser utilitzat pel diplomàtic rus Karl Nesselrode. El juliol de 1840, en correspondència amb el major Henry Rawlinson, que havia estat nomenat recentment com a nou agent polític a Kandahar, Conolly va escriure: "Teniu un gran joc, un joc noble, davant vostre". Conolly creia que el nou càrrec de Rawlinson li donava l'oportunitat d'avançar en l'humanitarisme a l'Afganistan, i va resumir les seves esperances:
| «         | Si el govern britànic només jugués el gran joc: ajudar a Rússia cordialment a tot allò que ella té dret a esperar, donar la mà a Pèrsia, obtenir-li totes les esmenes possibles d'Oosbegs, obligar l'emir de Bukhara a ser només per a nosaltres, els afganesos i altres estats d'Oosbeg, i el seu propi regne, però per què continuar; ja coneixeu les meves, en tot cas en un sentit, vistes ampliades. Es veurà la conveniència, i la necessitat d'ells, i jugarem el paper noble que hauria d'omplir la primera nació cristiana del món. | » |
| — Conolly | |   |

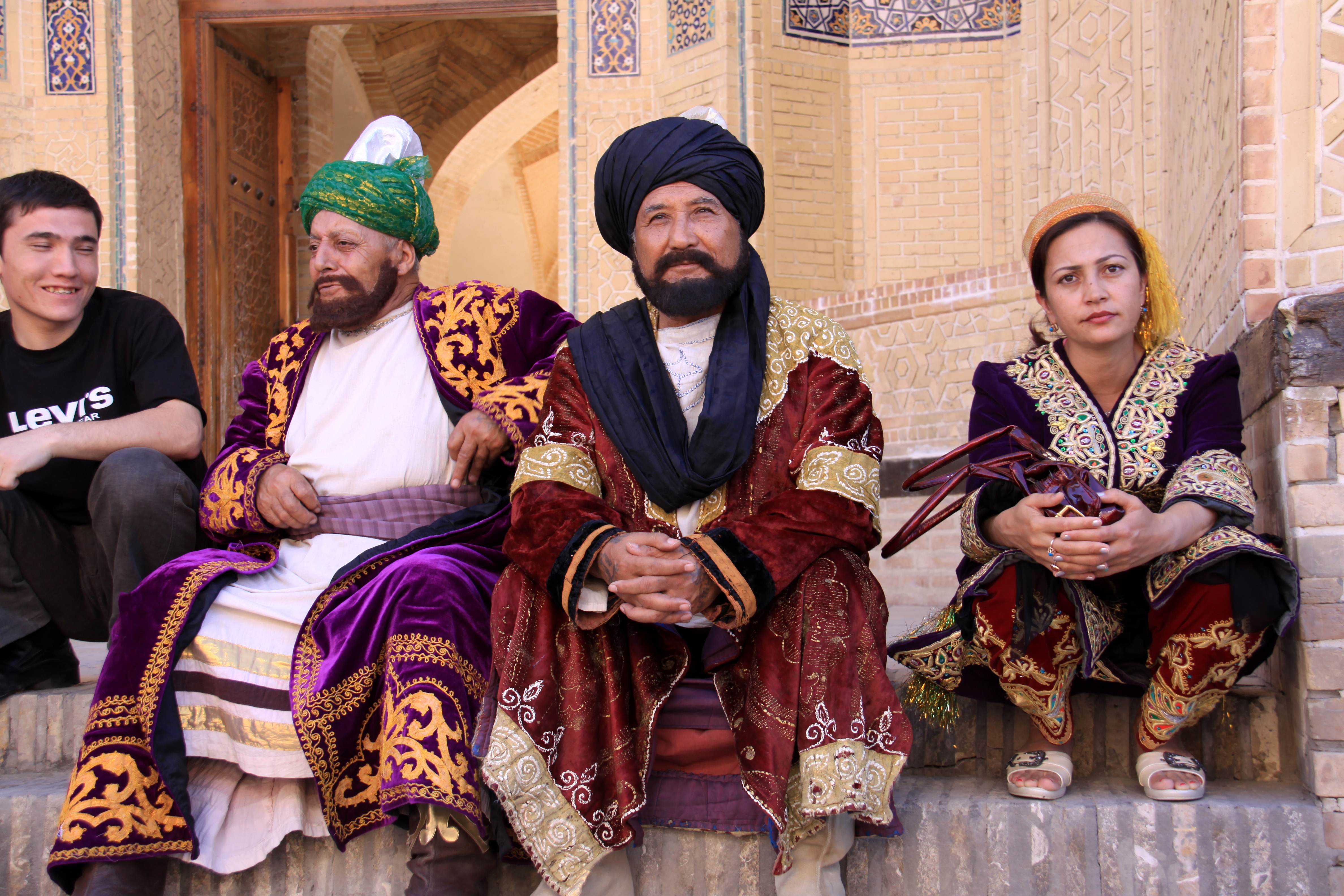
Festival de la seda i les espècies a l'actual Bukharà, Uzbekistan

Va ser introduït al corrent principal pel novel·lista britànic Rudyard Kipling a la seva novel·la Kim (1901). Va ser utilitzat per primera vegada acadèmicament pel professor HWC Davis en una presentació titulada The Great Game in Asia (1800–1844) el 10 de novembre de 1926. L'ús del terme "El Gran Joc" per descriure la rivalitat anglo-russa a l'Àsia Central es va fer comú només després de la Segona Guerra Mundial.

## Primers indicis d'una possible invasió de l'Índia

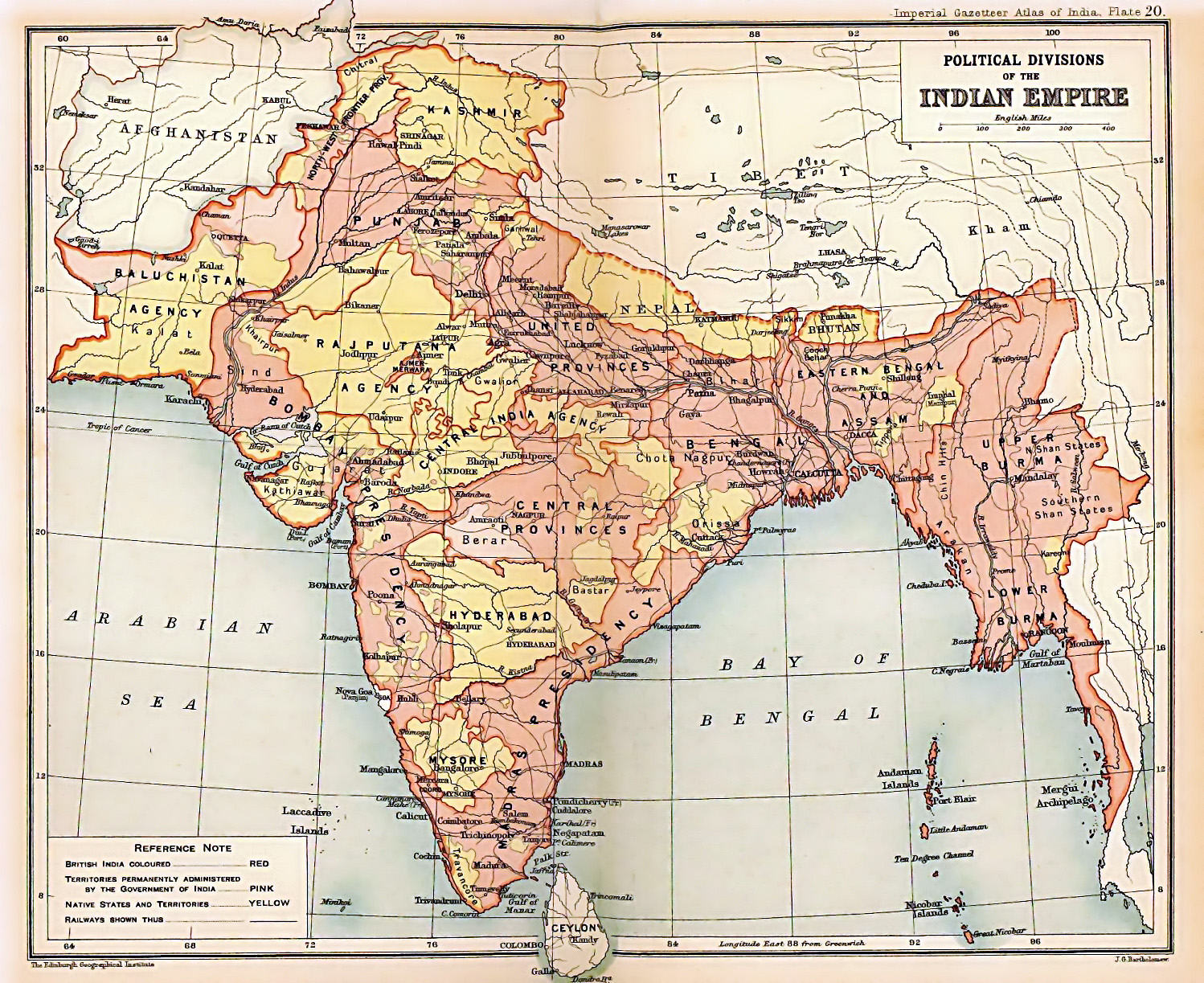
Mapa de 1909 de l'Imperi Britànic Indi, que mostra l'Índia Britànica en dos tons de rosa i els estats principescos en groc

A principis del segle XIX, el subcontinent indi estava governat en part per estats prínceps independents i en part pel govern de la companyia de la British Companyia Britànica de les Índies Orientals. Durant el segle XIX, es va desenvolupar un enfrontament polític i diplomàtic entre Gran Bretanya i Rússia sobre l'Afganistan que es coneixeria com El Gran Joc. La política exterior de Rússia estava impulsada per la perspectiva que Gran Bretanya desenvoluparia i controlaria les incursions comercials i militars a Àsia Central, i la política exterior britànica es basava en les expectatives que Rússia afegís la "joia de la corona", l'Índia, al vast imperi que Rússia estava construint a Àsia. Això va provocar un ambient de desconfiança i l'amenaça constant de guerra entre els dos imperis. Si Rússia aconseguia el control de l'Emirat de l'Afganistan, podria ser utilitzat com a punt d'escena per a una invasió russa de l'Índia, va ser la línia de pensament britànica.
Napoleó havia proposat una invasió conjunta franco-russa de l'Índia al tsar Pau I de Rússia. Esperant una futura acció dels britànics contra Rússia i els seus aliats a Europa, Paul va decidir el 1801 fer el primer pas cap a on creia que l'Imperi Britànic era més feble (Marxa índia de Pau). Va escriure a l'ataman Cosac del Don, el general de cavalleria Vasily Petrovich Orlov, dirigint-li a marxar cap a Orenburg, conquerir els kanats d'Àsia Central i des d'allà envair l'Índia. Paul va ser assassinat el mateix any i la invasió es va acabar.
L'historiador Peter Hopkirk va escriure que el tsar Paul no havia pogut obtenir un mapa detallat de l'Índia fins a la sortida dels cosacs d'Orenburg. Cita que el tsar va donar instruccions a Orlov: "Els meus mapes només van fins a Khiva i el riu Oxus. Més enllà d'aquests punts, us correspon obtenir informació sobre les possessions dels anglesos i la condició de la població nativa subjecta al seu domini". El públic britànic es va assabentar de l'incident anys més tard, però va marcar fermament la consciència popular, contribuint als sentiments de sospita i desconfiança mútues associats al Gran Joc. Hugh Seton-Watson va observar que "el pla grotesc no tenia cap transcendència militar, però almenys mostrava l'estat d'ànim del seu autor". Hopkirk va remarcar que "no s'ha pensat ni estudiat seriosament aquesta aventura salvatge".
Napoleó va intentar persuadir el fill de Paul, el tsar Alexandre I de Rússia, d'envair l'Índia; tanmateix Alexandre es va resistir. El 1807, Napoleó va enviar al general Claude Mathieu de Gardane en una missió militar francesa a Pèrsia, amb la intenció de persuadir Rússia d'envair l'Índia. Com a resposta, Gran Bretanya va enviar les seves pròpies missions diplomàtiques el 1808, amb consellers militars, a Pèrsia i Afganistan sota l'habilitat Mountstuart Elphinstone, evitant la possible amenaça francesa i russa a l'Índia. Tanmateix, Gran Bretanya es va quedar amb la preocupació de poder defensar la seva colònia al subcontinent. A l'època, Rússia també va entrar en guerra amb l'Iran Qajar i va envair el Caucas persa de 1804 a 1813, sumant-se a les pors de Gran Bretanya, mentre que Rússia es va distreure principalment per les guerres napoleòniques.
El 1810, el tinent britànic Henry Pottinger i el capità Charles Christie van emprendre una expedició des de Nushki (Balutxistan) a Esfahan (Pèrsia central) disfressats de musulmans. L'expedició va ser finançada per la Companyia de les Índies Orientals i havia de cartografiar i investigar les regions de "Beloochistan" (Balutxistan) i Pèrsia a causa de la preocupació que l'Índia fos envaïda per les forces franceses des d'aquesta direcció. Després de la desastrosa invasió francesa de Rússia el 1812 i el col·lapse de l'exèrcit francès, l'amenaça d'una invasió francesa a través de Pèrsia es va eliminar.

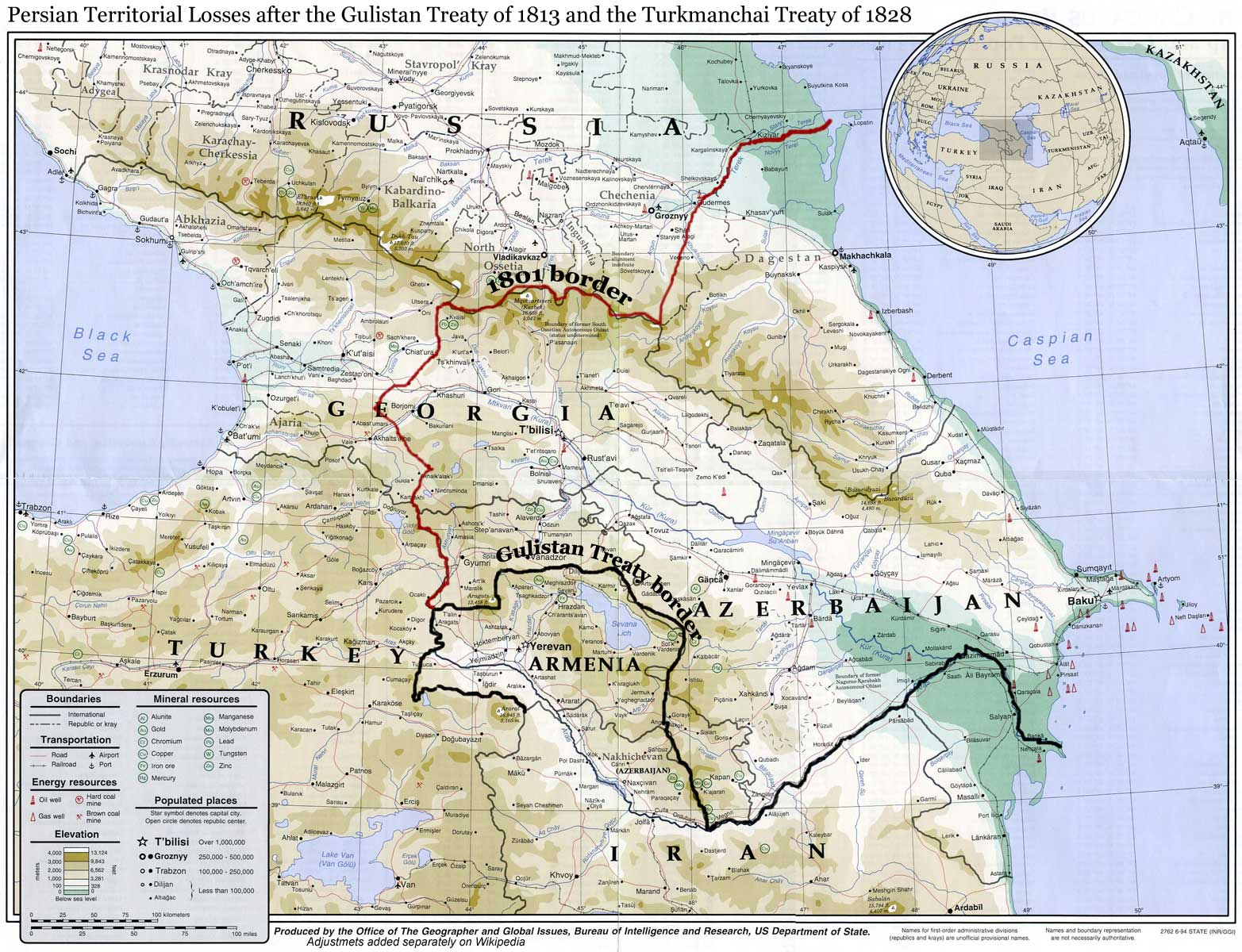
Mapa de les pèrdues de l'Iran Qajar davant l'Imperi Rus el 1813 i el 1828

El xa de l'Iran, Fat·h-Alí Xah Qajar passaria a formar part de les intrigues diplomàtiques sobre l'Índia. Va rebre per primera vegada un suport britànic limitat el 1801 que va ser cancel·lat després de la invasió de Pèrsia per part de Rússia el 1804. Fath-Ali va fer llavors una promesa a Napoleó el 1807 d'envair teòricament l'Índia britànica a canvi de l'assistència militar francesa (missió de Gardane) que va fracassar malgrat el Tractat de Finckenstein. Quan França es va aliar amb Rússia a Tilsit el 1807, quan Rússia encara estava envaint l'Iran, Fath-Ali Shah es va dirigir cap a la diplomàcia i l'aliança britàniques el 1809. El xa va ser també capaç d'utilitzar una rivalitat entre la Companyia de les Índies Orientals i el Ministeri d'Afers Exteriors britànic, per obtenir més ajuda britànica. En el Tractat preliminar de Teheran de 1809, Pèrsia va acceptar aturar qualsevol exèrcit europeu o estranger que passava a l'Índia, mentre que els britànics van acceptar enviar una missió per entrenar setze mil soldats perses i, si la Pèrsia Qajar era envaïda per un estat europeu, pagar una subvenció de 100.000 lliures a Pèrsia, mentre intentaven mediar si estava en pau amb Pèrsia. No obstant això, Rússia acabaria derrotant l'Iran uns anys més tard, amb Gran Bretanya mediant el tractat.
Les guerres russo-perses van començar a confluir en un punt de tensió entre els imperis britànic i rus, sobretot després del Tractat de Gulistan de 1813, que va donar a l'Imperi rus el dret teòric d'intervenir a Pèrsia en qualsevol moment, una humiliació de Pèrsia. Fath-Ali Shah va intentar contrapesar Rússia augmentant els llaços entre els Qajars i Gran Bretanya; els britànics van oferir assistència militar i financera al xa, donant suport a l'Iran com a amortidor entre Rússia i l'Índia. La invasió russa de l'Iran el 1826-1828 va conduir a una victòria russa, debilitant l'Iran Qajar que només conservava una influència i un poder mínims. Això va situar Pèrsia en un altre conflicte colonial entre Rússia i Gran Bretanya.

## Els inicis

Mapa de la conca de l'Indus avui. L'estratègia prevista de Gran Bretanya era utilitzar la seva energia de vapor i el riu com a ruta comercial cap a Àsia Central.

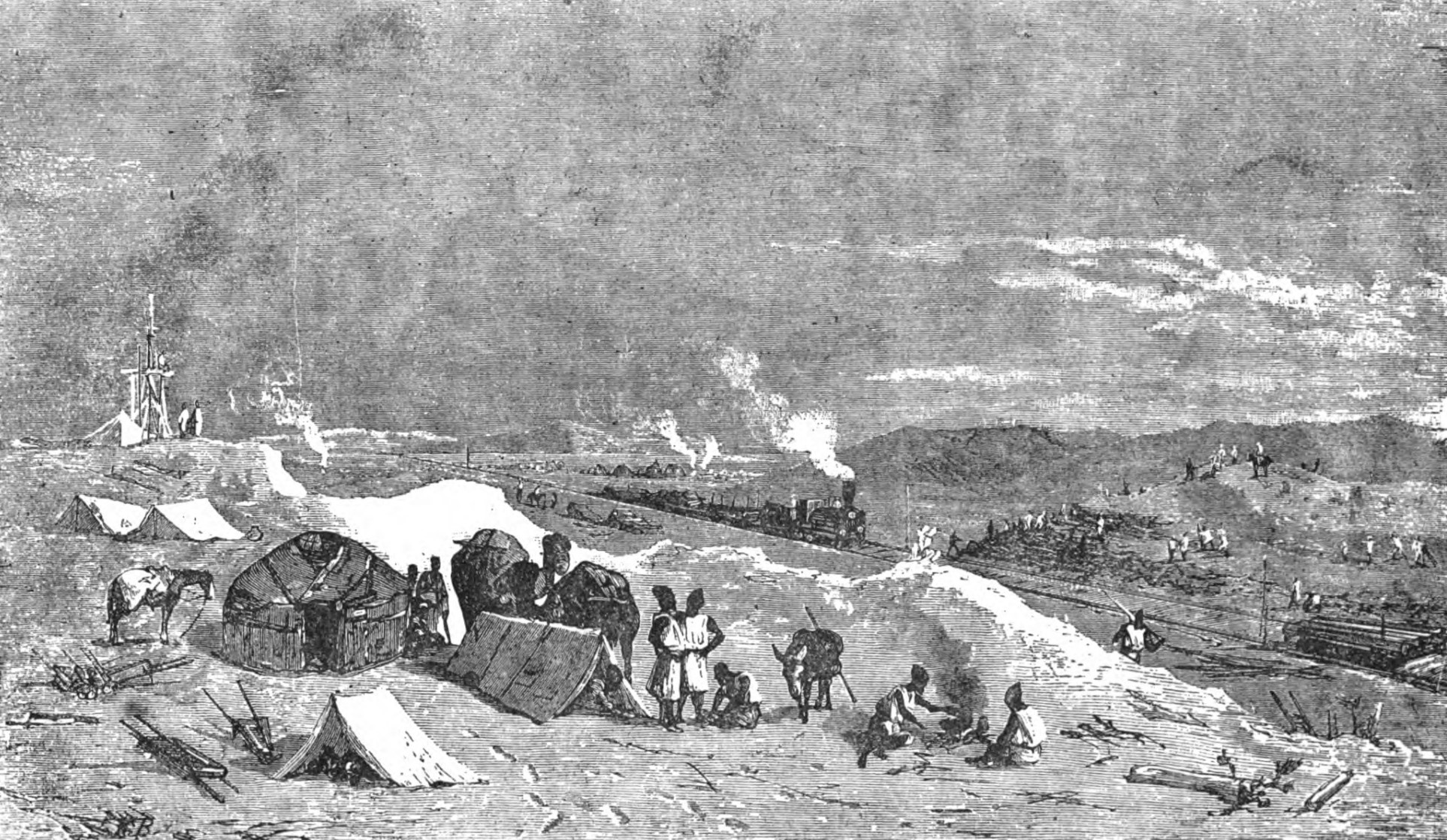
Russos construint el Ferrocarril Transcaspià, des de la Mar Negra a través de Merv fins a Herat i l'Índia, dibuix de Charles Thomas Marvin (1854-1890).

###### perspectiva de Gran Bretanya
Es diu que el Gran Joc va començar el 12 de gener de 1830 quan Lord Ellenborough, el president de la Junta de Control de l'Índia, va encarregar a Lord William Bentinck, governador general de l'Índia, d'establir una nova ruta comercial cap a Bukhara.
Després del Tractat de Turkmantxai de 1828 i del Tractat d'Adrianòpolis de 1829, Gran Bretanya esperava que Pèrsia i l'Imperi Otomà (Turquia) es veurien obligats a convertir-se en protectorats de Rússia. Això canviaria la percepció de Gran Bretanya del món, i la seva resposta va ser The Great Game. Gran Bretanya no tenia cap intenció d'implicar-se a l'Orient Mitjà, però sí que preveia una sèrie d'estats tampó entre els imperis britànic i rus que incloïen Turquia, Pèrsia, més el Kanat de Khivà i el Kanat de Bukharà que creixerien a partir del futur comerç. Darrere d'aquests estats tampó hi hauria els seus estats protegits que s'estenen des del golf Pèrsic fins a l'Índia i fins a l'Emirat de Kabul, amb el poder marítim britànic protegint les vies marítimes comercials. L'accés a l'Afganistan s'havia de fer mitjançant el desenvolupament de rutes comercials al llarg dels rius Indus i Sutlej amb vaixells propulsats a vapor i, per tant, caldria accedir a les regions de Sind i Panjab. Pèrsia hauria de renunciar a la seva reclamació sobre Herat a l'Afganistan. L'Afganistan s'hauria de transformar d'un grup de principats en guerra en un estat governat per un aliat les relacions exteriors del qual les dirigirien el governador general i el Ministeri d'Afers Exteriors en nom seu. El Gran Joc va significar uns vincles més estrets entre Gran Bretanya i els estats al llarg de la seva frontera nord-oest.
Gran Bretanya creia que era la primera societat lliure del món i el país més avançat industrialment i, per tant, tenia el deure d'utilitzar els seus productes de ferro, vapor i cotó per apoderar-se d'Àsia Central i desenvolupar-la. Els productes britànics havien d'anar seguits pels valors britànics i el respecte per la propietat privada. Amb la paga pel treball i la seguretat al seu lloc, els nòmades s'establirien i es convertirien en pastors tribals al voltant de les ciutats oasis. Aquests havien de desenvolupar-se en estats moderns amb fronteres acordades, com en el model europeu. Per tant, calia acordar línies i dibuixar-les als mapes. Morgan diu que dos imperis orgullosos i en expansió es van apropar, sense cap frontera pactada, des de direccions oposades sobre una "regió endarrerida, incivilitzada i sense desenvolupament".
| «                         | Aquí estem, tal com estàvem, grunyint-nos, odiant-nos, però sense desitjar la guerra. | » |
| — Lord Palmerston (1835), |                                                                                       |   |

 L'historiador nord-americà David Fromkin argumenta que a mitjans del segle XIX els britànics havien desenvolupat almenys nou motius per esperar una guerra important amb Rússia tret que es pogués aturar l'expansió russa a Àsia:

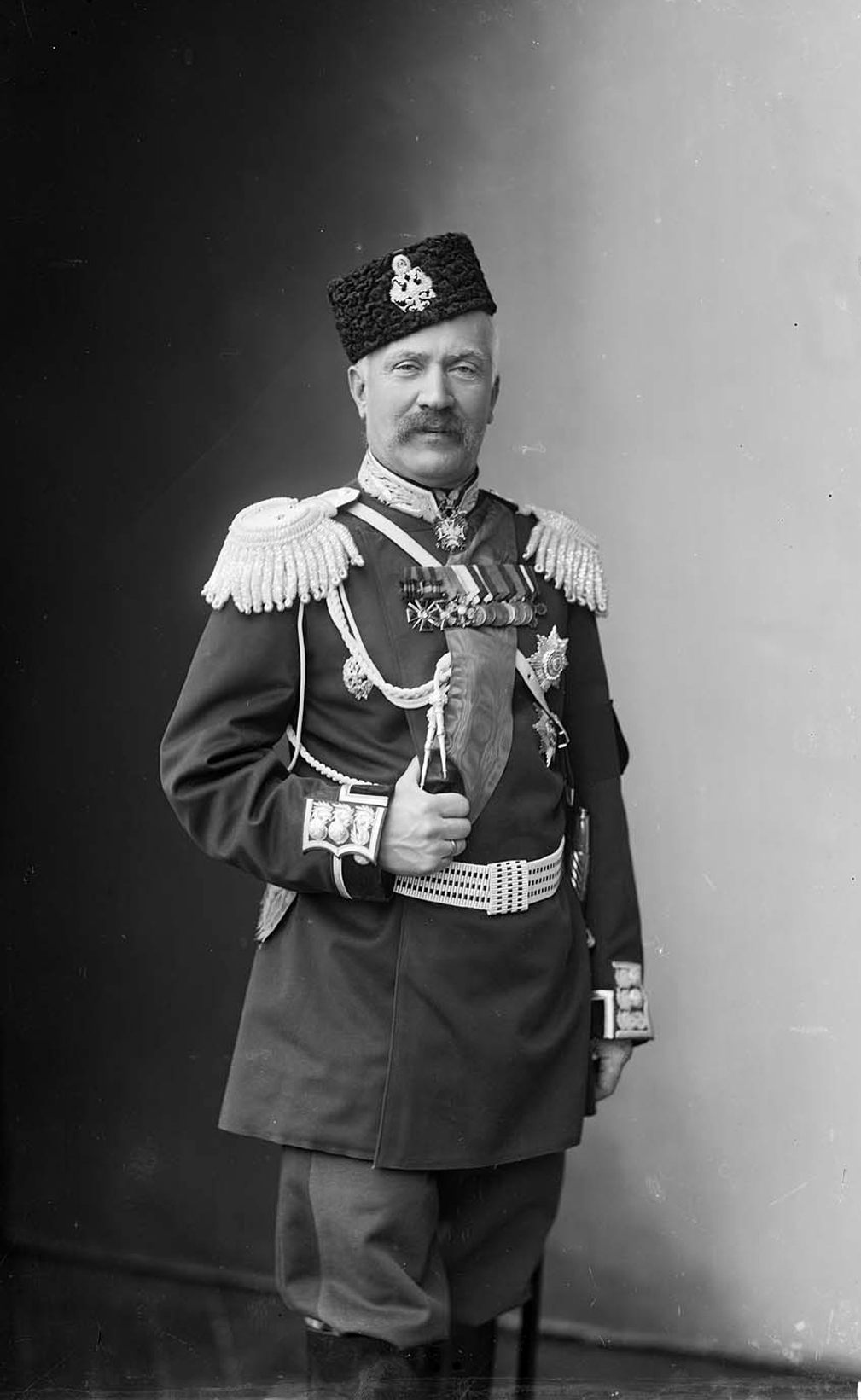
El general Mikhail Annenkov a París, 1891, supervisor de l'explotació ferroviària russo-índia.

1. L'expansió alteraria l'equilibri de poder fent Rússia massa poderosa.
2. Tard o d'hora Rússia envairà l'Índia.
3. L'èxit rus animaria a la revolta dels elements anticolonials de l'Índia.
4. Soscava els antics règims islàmics de l'Àsia central, provocant una guerra frenètica entre les potències per les parts del botí.
5. Afegiaria poder i prestigi al règim rus que era el gran enemic de la llibertat política.
6. El poble britànic odiava i tenia por a Rússia i exigia una empenta enrere.
7. Podria interrompre el comerç britànic establert amb Àsia.
8. Enfortiria el proteccionisme i, per tant, soscava l'ideal de lliure comerç amb el qual es va comprometre Gran Bretanya.
9. Quan Rússia va arribar a l'oceà Índic podria amenaçar les comunicacions navals que mantenien units l'Imperi Britànic.
10. A finals del segle XIX, Londres va afegir l'argument que l'èxit rus contra l'Imperi Otomà faria vergonya seriosament la reputació de la Gran Bretanya per la seva destresa diplomàtica.
11. I finalment es van descobrir jaciments de petroli a l'Àsia central a principis del segle xx. Aquest petroli va ser essencial per a la modernització de la Royal Navy i per construir l'economia britànica.[29]

A principis de la dècada de 1880, Rússia no va poder oferir un préstec de nou 9 milions als mercats europeus per a les seves empreses geopolítiques estratègiques, provocant greus retallades pressupostàries per part del ministre de Finances. Tanmateix, per a la construcció del ferrocarril russo-indi, una operació supervisada pel reconegut enginyer general Mikhail Annenkov, el finançament havia estat lliurement proporcionat.
El tsar també va signar acords sobre el lliurament de municions per a les seves fortaleses per un valor estimat d'un milió de lliures esterlines, amb el magnat alemany de l'acer Alfred Krupp, sent el fabricant d'armes de l'Imperi Alemany.

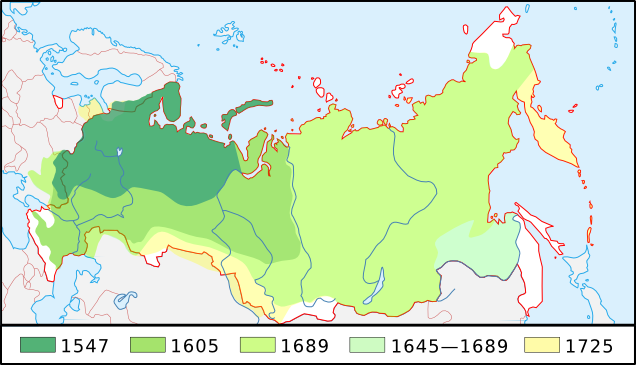
Expansió russa 1547–1725

### Perspectiva de Rússia
El 1557, el Kanat de Bukharà i el Kanat de Khivà van enviar ambaixadors a Ivan IV demanant permís per comerciar a Rússia. Rússia tenia interès a establir una ruta comercial de Moscou a l'Índia. Des d'aleshores fins a mitjans del segle XIX, els ambaixadors russos a la regió van passar gran part del seu temps intentant alliberar els russos que havien estat pres com a esclaus pels kanats. Rússia s'estendria més tard per Sibèria fins a l'Extrem Orient, on va arribar al port del Pacífic que es coneixeria com a Vladivostok el 1859. Aquesta expansió cap a l'est no preocupava al Ministeri d'Afers Exteriors britànic perquè aquesta zona no es trobava a través de cap ruta comercial o destinació britànica i, per tant, no interessava a Gran Bretanya.

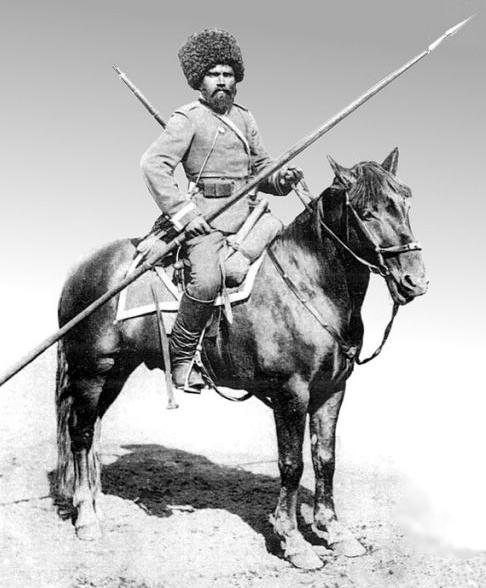
Cosac siberià c. dècada de 1890

A partir de la dècada de 1820, les tropes russes començarien a avançar cap al sud des de Sibèria a la recerca de límits segurs i veïns fiables. Aquest avenç no s'aturaria fins que les fronteres de Rússia i la seva esfera d'influència fossin fermes a l'Àsia Central, i això inclouria Bokhara i Khiva. Entre 1824 i 1854, Rússia va ocupar tot el Kanat Kazakh (l'actual Kazakhstan). Això va fer créixer les tensions russo-kivanes, a més de la discriminació legal de Khiva dels comerciants russos que tot just començaven a penetrar a Àsia Central, i el problema actual dels esclaus russos. Rússia va llançar un atac entre 1839 i 1840, però no va arribar a Khiva a causa del terreny i el clima difícils. No obstant això, el kan de Khiva va temer un nou assalt rus i va alliberar una sèrie d'esclaus russos.
Durant les dècades de 1840 i 1850, els objectius de Rússia a Àsia Central eren que Bukhara i Khiva s'abstinguessin d'accions hostils contra Rússia, cessessin la possessió d'esclaus russos i la concessió d'asil als kazakhs que fugissin de la justícia russa. Khiva ha d'aturar els seus atacs contra les caravanes al llarg del Sirdarià. Els comerciants russos han de poder comerciar en les mateixes condicions que els comerciants nadius de Bukhara i Khiva. Els kanats han de garantir la seguretat de les persones i els béns dels comerciants russos, no cobrar impostos excessius, permetre el trànsit sense traves de mercaderies i caravanes a través d'Àsia Central cap als estats veïns i permetre que els agents comercials russos resideixin a Bukhara i Khiva, i la navegació lliure pel riu Amudarià per als vaixells russos. Cap d'aquests objectius es va aconseguir. Les fronteres de Rússia continuaven sent insegures i, a més, hi havia una influència britànica creixent a la regió.
El 1869, quan el diplomàtic britànic George Villiers va proposar el riu Amu Darya com a base per a una zona neutral entre les esferes d'influència britànica i russa, Alexander Gortxakov va proposar l'Afganistan com a zona neutral. Rússia temia la influència que una potència musulmana amb suport britànic podria tenir sobre els altres kanats de la regió.
L'Imperi Rus va intentar ampliar el seu accés a costes estratègiques com el Mar Negre, el Golf Pèrsic i el Pacífic. Els plans de guerra russos contra l'Índia britànica es van desenvolupar durant la guerra de Crimea, presentada al tsar el 1854 i el 1855. Aquests eren el Pla Duhamel i el Pla Khrulev. Segons l'historiador Evgeny Sergeev, el Gran Joc va representar una gran competició de poder que no es va iniciar només amb la derrota de Rússia a la guerra de Crimea el 1856, sinó que ja estava en marxa i només es va intensificar després. L'expansió a Àsia Central va estar estretament relacionada amb les ambicions a l'Índia. L'historiador Alexandre Andreyev va argumentar que el ràpid avanç de l'Imperi rus a Àsia Central, tot i que servia principalment per estendre la frontera sud, tenia com a objectiu mantenir els ulls britànics allunyats de l'aixecament de gener a Polònia. Andreiev afirma que, fins al 1909, els estrategs de l'Imperi Rus van intentar utilitzar l'Afganistan per "amenaçar l'Índia... per exercir influència sobre Gran Bretanya", citant Andrei Snesarev. Segons la historiadora diplomàtica Barbara Jelavich, no era logísticament possible que l'Imperi rus envaís l'Índia i no es va considerar seriosament, però els tsars van entendre que fer plans d'invasió que amenacessin la "joia" de l'imperi britànic era una manera d'extreure resultats més favorables a Europa.
De la mateixa manera que l'Imperi Britànic, l'Imperi Rus es veia com una "potència civilitzadora" que ampliava una missió purament humanitària entre els turcomans al que ells percebien una regió "semi-bàrbara", reflectint la ideologia de l'època.

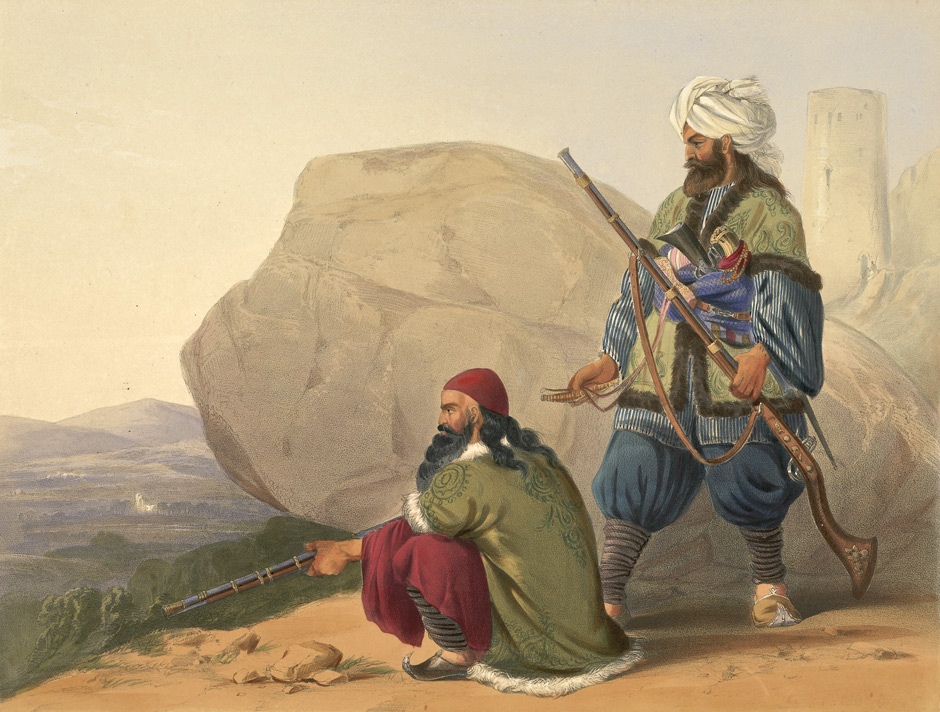
Soldats de peu afganesos del regiment britànic anomenats Rangers, litografia presa per James Rattray (1841)

## Primeres exploracions i primers balanços

###### Companyia de les Índies Orientals
El 1782, George Forster, un funcionari de la Companyia de les Índies Orientals, va emprendre un viatge que va començar a Calcuta, Bengala i va passar per Caixmir, Afganistan, Herat, Khorassan, Mazandaran, va travessar la Mar Càspia en vaixell, i després va viatjar a Bakú, Astracan, Sant Petersburg i Moscou en vaixell. La descripció detallada de Forster del viatge es va publicar el 1798.

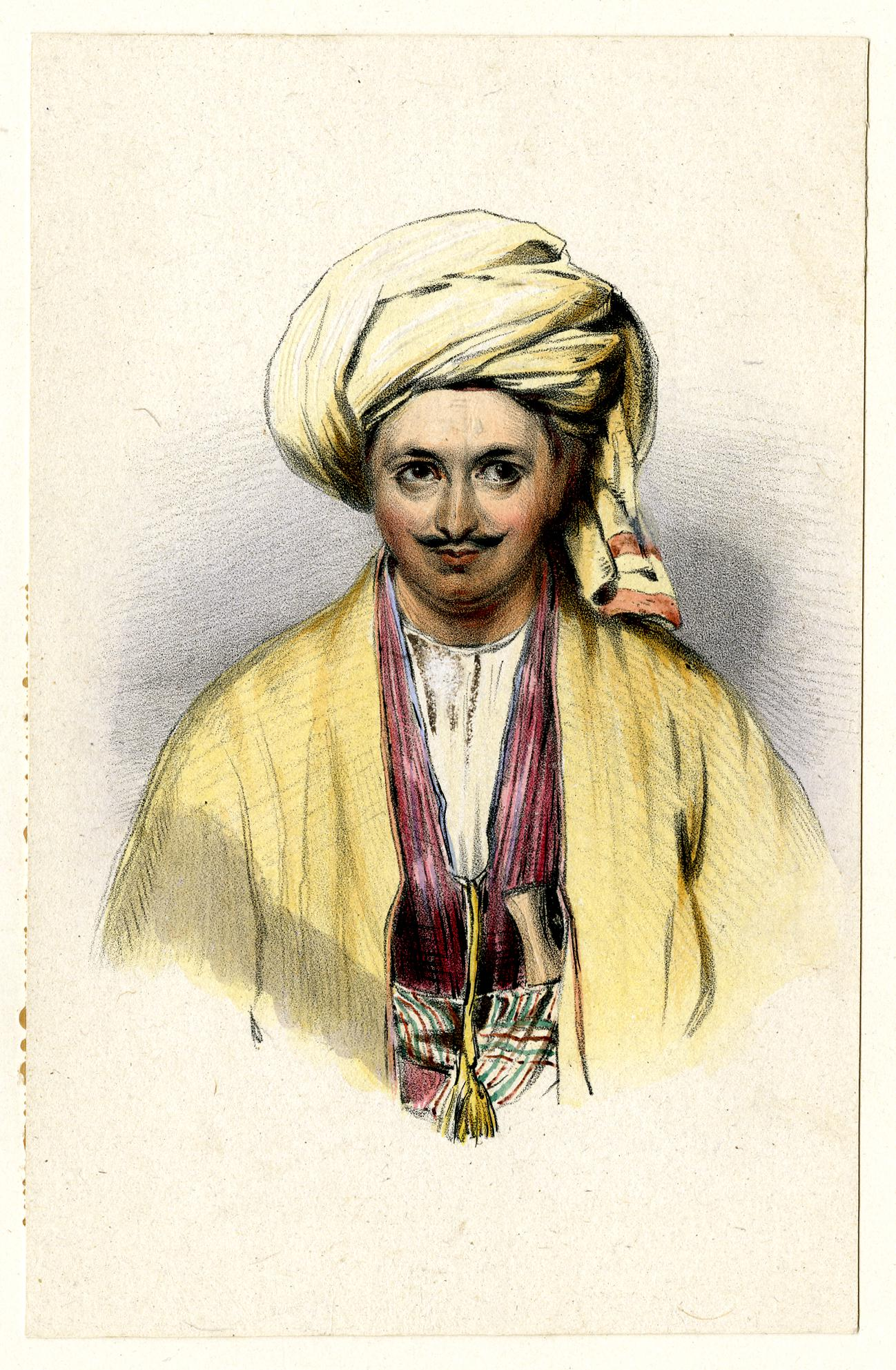
Oficial militar britànic associat amb el Gran Joc, Alexander Burnes (1805-1841)

William Moorcroft va ser un explorador, metge, veterinari i superintendent del semental de cavalls de la Companyia de les Índies Orientals. Tenia interès en expandir el comerç a Àsia Central, on pensava que els comerciants russos ja estaven actius. El 1820, Moorcroft, George Trebeck i George Guthrie van sortir de l'Índia cap a Bukharà per comprar cavalls turcs i van arribar a Bukhara el 1825. Tot i això, tots tres van morir de febre en el viatge de tornada. Els seus viatges es van publicar el 1841. Charles Masson, abans de la Companyia de les Índies Orientals, va residir al Balutxistan, a l'Afganistan i al Punjab entre 1826 i 1838 i va publicar els seus viatges. El setembre de 1829, el tinent Arthur Conolly de la Companyia de les Índies Orientals va viatjar de Sant Petersburg, Rússia al desert del Caspi, a Kir (nord de l'Iran), va ser detingut a Astrabad (nord de l'Iran) com a espia rus, després va viatjar amb una caravana de pelegrins a Mashad, va marxar amb l'exèrcit afganès des d'allà fins a Herat, després va viatjar al front indi al Kandahar, després va viatjar al front indi a Kandahar, al gener. 1831. Va publicar els seus viatges el 1834. No obstant això, després de 1830, l'interès comercial i diplomàtic de Gran Bretanya pel nord-oest esdevindria eventualment formidable. El 1831, les prospeccions del capità Alexander Burnes i del coronel Henry Pottinger del riu Indus prepararien el camí per a un futur assalt al Sind per obrir el camí cap a Àsia Central. Burnes es va embarcar en un perillós viatge de 12 mesos que va començar el 1831 a l'Afganistan i a través de l'Hindu Kush fins a Bukhara, tornant el 1832. Burnes, un cristià que viatjava per un país musulmà, va ser un dels primers a estudiar l'Afganistan per a la intel·ligència britànica i, al seu retorn, va publicar el seu llibre, Viatges a Bukhara, que es va convertir en un èxit de la nit al 1834. Entre 1832 i 1834, Gran Bretanya va intentar negociar acords comercials amb Ranjit Singh, governant de l'imperi sikh, i els emirs de Sind. Tanmateix, aquests intents no van tenir èxit.

###### Afganistan i Àsia Central
El 1835, Lord Auckland va ser nomenat governador general, i va substituir Bentinck que havia seguit una política de no intervenció. La Junta de l'Índia va donar instruccions a Auckland:
| «                   | vigilar més de prop del que s'ha intentat fins ara el progrés dels esdeveniments a l'Afganistan i contrarestar el progrés de la influència russa... La manera de tractar aquesta qüestió tan important, ja sigui enviant un agent confidencial a Dost Mohammed de Kabul només per veure el progrés dels esdeveniments, o per establir relacions amb aquest cap, ja sigui de caràcter polític o només en primera instància de caràcter comercial, confiem en la seva discreció, així com en l'adopció de qualsevol altra mesura que us sembli desitjable per contrarestar-la, si la influència russa és satisfeta... que ha arribat el moment en què seria oportú que interferís decididament en els afers de l'Afganistan. Sens dubte, aquesta interferència seria necessària, ja sigui per evitar l'extensió del domini persa en aquell barri o per aixecar una barrera oportuna contra les invasions imminents de la influència russa. | » |
| — Junta de l'Índia, | |   |

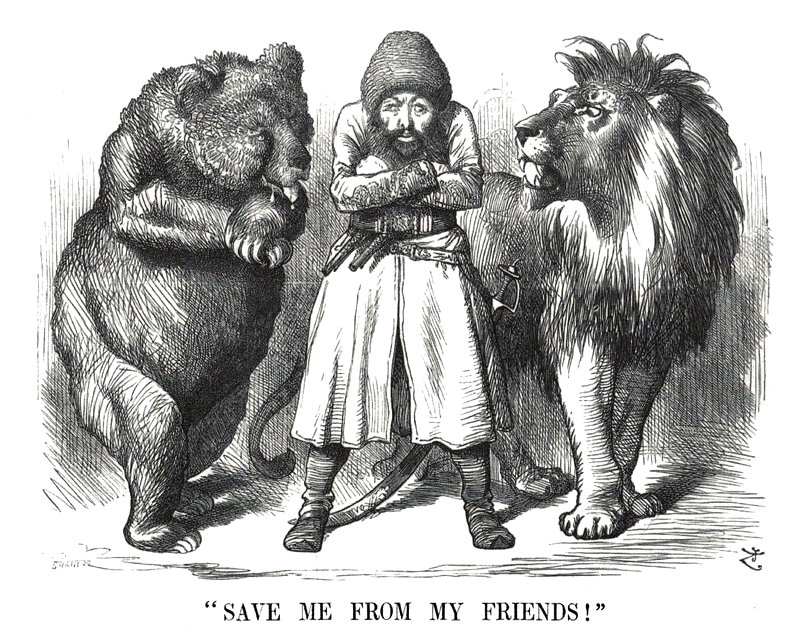
Caricatura política que representa l'emir afganès Xir Ali amb els seus "amics" l'ós rus i el lleó britànic (1878)

Aquell any, el tinent John Wood de la marina índia va comandar el primer vaixell de vapor per remar pel riu Indus i va examinar el riu mentre anava. El 1838, va dirigir una expedició que va trobar una de les fonts del riu Oxus a l'Àsia central. Va publicar els seus viatges el 1872. El 1837, l'enviat rus, el capità Jan Vitkevitch, va visitar Kabul, i els britànics van creure que era per facilitar alguna forma de presència diplomàtica o militar a l'Afganistan. Mentre era a Kabul, va sopar amb l'enviat britànic, el capità Alexander Burnes, que va informar negativament sobre les intencions de Rússia. Rússia temia les incursions britàniques en el seu comerç a Àsia Central, així com la influència que una potència musulmana amb suport britànic podria tenir sobre els altres kanats. El 1837, les tropes russes van ocupar l'illa d'Asurada a la badia de Gorgan, al sud del mar Càspi. No obstant això, de 1837 a 1857 l'Imperi Rus va prestar el seu suport al Sha.
El 1838, el coronel Charles Stoddart de la Companyia de les Índies Orientals va arribar a l'Emirat de Bukharà per concertar una aliança amb Nasrullah Khan. Nasrullah Khan va fer empresonar Stoddart en un calabós infestat de plagues perquè no s'havia inclinat ni portat regals. El 1841, el capità Arthur Conolly va arribar per intentar aconseguir l'alliberament de Stoddart. També va ser empresonat i el 17 de juny de 1842 tots dos van ser decapitat. En saber de l'execució dels dos oficials britànics, l'emperador Nicolau I de Rússia ja no rebria els regals o emissaris de Bukhara, i el seu ambaixador va ser rebutjat a Orenburg amb el missatge que l'emperador ja no tindria res a veure amb l'emir de Bukhara. Després que els seus dos representants fossin executats a Bukhara, Gran Bretanya va desanimar activament els oficials de viatjar al Turkestán.
Durant el 1838, hi va haver rumors a Londres d'un futur moviment rus cap a Khiva. A més, Pèrsia tenia la intenció d'annexionar Herat per compensar el territori que havia perdut en la guerra russo-persa (1826–1828), però la lleialtat d'Herat a l'Afganistan va ser crucial per a l'estratègia britànica. El setge d'Herat va començar el novembre de 1837, quan el nou xa de Pèrsia, Mohammed Mirza, va arribar davant Herat. La seva intenció era agafar Herat i després traslladar-se a Kandahar. Amb ell hi havia l'enviat rus comte Simonich, oficials russos secundats i un regiment de desertors russos a les ordres del general polonès Berowski. Eldred Pottinger, un oficial de l'artilleria de Bengala, que abans havia entrat a Herat disfressat, va endurir les defenses i malgrat la presència de consellers russos el setge va durar vuit mesos. Gran Bretanya va amenaçar amb prendre una acció militar i Pèrsia es va retirar al setembre.
L'octubre de 1838, Auckland va publicar el Manifest de Simla, una peça de propaganda dissenyada per ennegrir la reputació de Dost Muhàmmad, emir de l'Afganistan, i que afirmava que Dost Mohammad:
| «           | obertament amenaçat... per demanar tota l'ajuda estrangera que pogués demanar... mai podríem esperar que es pogués assegurar la tranquil·litat del nostre barri... el governador general espera amb confiança que el xa serà reemplaçat ràpidament al seu tron... restaurada la independència i la integritat de l'Afganistan, l'exèrcit britànic es retirarà. | » |
| — Auckland, | |   |

## Primera guerra anglo-afganesa
La influència britànica s'havia d'estendre a l'Afganistan i es convertiria en un estat amortidor. La intenció d'envair era clara, i quan una còpia del Manifest va arribar a Londres no hi va haver cap objecció.

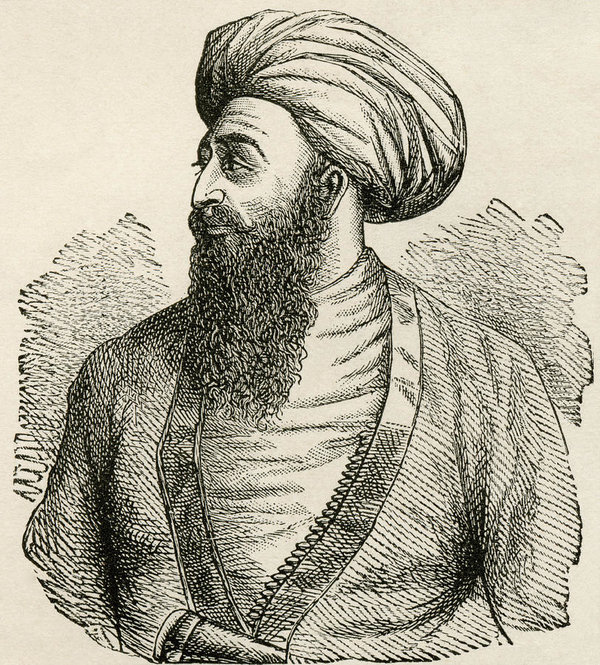
Dost Mohammad Khan, 1793 a 1863. Emir de l'Afganistan. De The World's Inhabitants de GT Bettany publicat el 1888.

El 1838, els britànics van marxar a l'Afganistan i van deposar Dost Muhàmmad. Després d'un període de resistència, Dost Mohammad es va rendir malgrat les seves victòries. Els britànics el van enviar a l'exili a l'Índia i el van substituir per l'anterior governant, Shah Shuja, que compartia la seva visió més progressista per a la gent de la regió. Shah Shuja ul-Mulk havia pujat al tron el 1803 i havia signat un acord de defensa mútua amb els britànics el 1809 contra una possible invasió franco-rusa de l'Índia a través de l'Afganistan. El mateix any va ser deposat i empresonat pel seu mig germà, Mahmud Shah Durrani. Hi va haver diversos emires de l'Afganistan fins que Dost Mohammad va assolir el poder el 1826. Shah Shuja no era popular entre els afganesos i les tensions van créixer, el que va provocar l'assassinat de l'enviat britànic, el capità Alexander Burnes, el 1841. Al gener de 1842, els afganesos estaven en plena revolta. Amb un afebliment de la disciplina militar, els britànics van decidir retirar-se de Kabul. La guarnició de Kabul de 4.500 soldats i 12.000 seguidors del camp va sortir de Kabul cap a Jalalabad, que es trobava a 80 milles ia 5 dies de marxa. Van ser atacats per 30.000 afganesos. Sis oficials britànics van escapar a cavall, però només un, el ferit Dr William Brydon muntat sobre un cavall ferit, va arribar a Jalalabad. Més d'un centenar dels britànics i 2.000 cipays i seguidors del camp van ser presos com a ostatges i la resta va ser assassinat. Així va morir l'"Exèrcit de l'Indus". A l'abril, es va enviar una expedició punitiva que va recuperar Kabul i va alliberar els captius al setembre. El nou governador general, Lord Ellenborough, va decidir retirar totes les guarnicions britàniques de l'Afganistan i Dost Mohammad va ser alliberat a l'Índia per tornar al tron. Es diu que Dost Mohammad va dir:
| «                | M'ha sorprès la magnitud dels teus recursos, dels teus vaixells, dels teus arsenals, però el que no puc entendre és per què els governants d'un imperi tan extens i florent haurien d'haver creuat l'Indus per privar-me del meu pobre i estèril país. | » |
| — Dost Mohammad, | |   |

### Khiva (1839)
El 1839, el capità en funcions James Abbott de l'Artilleria de Bengala va emprendre una missió al kanat de Khiva en un intent de negociar l'alliberament dels esclaus russos que negués als russos un pretext per envair Khiva. Si la guerra ja havia esclatat, l'abat va rebre instruccions per intentar negociar un acord. L'intent d'assalt rus a Khiva pot haver estat en resposta a la "política avançada" britànica sobre l'Afganistan, però no va arribar a Khiva a causa de les dures condicions hivernals. Dels 5.000 homes que havien marxat d'Orenburg, només 4.000 van tornar. Abbott es va veure obstaculitzat per la manca de comprensió de la llengua i la cultura de Khivan, i l'intent d'alliberar els esclaus russos no va tenir èxit. Va estar d'acord amb el governant de Khivan, Allah Quli Khan, a establir un agent britànic a Khiva i a mediar entre Khiva i Rússia. Abbott va partir de Khiva el 1840 cap a Rússia per iniciar les negociacions, cosa que va fer per iniciativa pròpia i no va ser autoritzada pels seus superiors. La seva caravana va ser atacada pels khazakhs i va ser ferit a la mà i pres com a ostatge, però ell i el seu partit van ser alliberats perquè temien represàlies. Va arribar a Sant Petersburg però l'intent de mediació va fracassar. La seva valentia va ser reconeguda mitjançant l'ascens a Capità en ple dret. El mateix any, el tinent Richmond Shakespear de l'Artilleria de Bengala va tenir èxit en negociar l'alliberament de 416 captius russos, que va escortar a Rússia. Va ser nomenat cavaller per aquesta empresa.

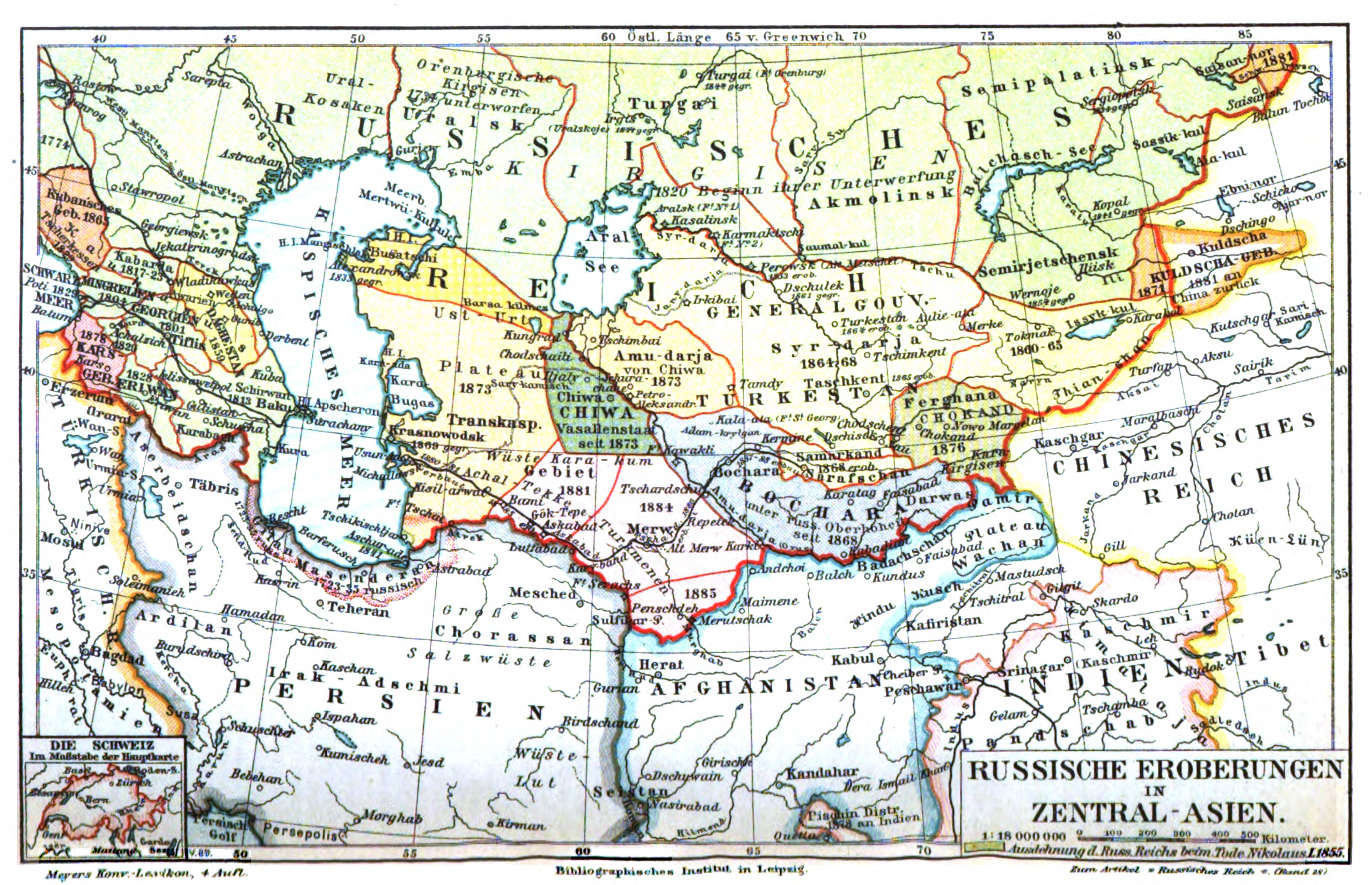
Adquisicions de l'Imperi Rus per any a Àsia Central fins a 1885

## Guerres anglo-sikhs
El 1843, el Regne Unit es va annexionar el Sind. La Primera Guerra Anglo-Sikh es va lliurar entre l'Imperi Sikh i la Companyia Britànica de les Índies Orientals el 1845–1846, donant lloc a la subjugació parcial del regne sikh. La Segona Guerra Anglo-Sikh es va lliurar el 1848–1849, donant lloc a la submissió de la resta de l'Imperi Sikh i l'annexió de la Província de Punjab i el que posteriorment es va convertir en la Província de la Frontera del Nord-Oest.

## Guerra Anglo-Persa

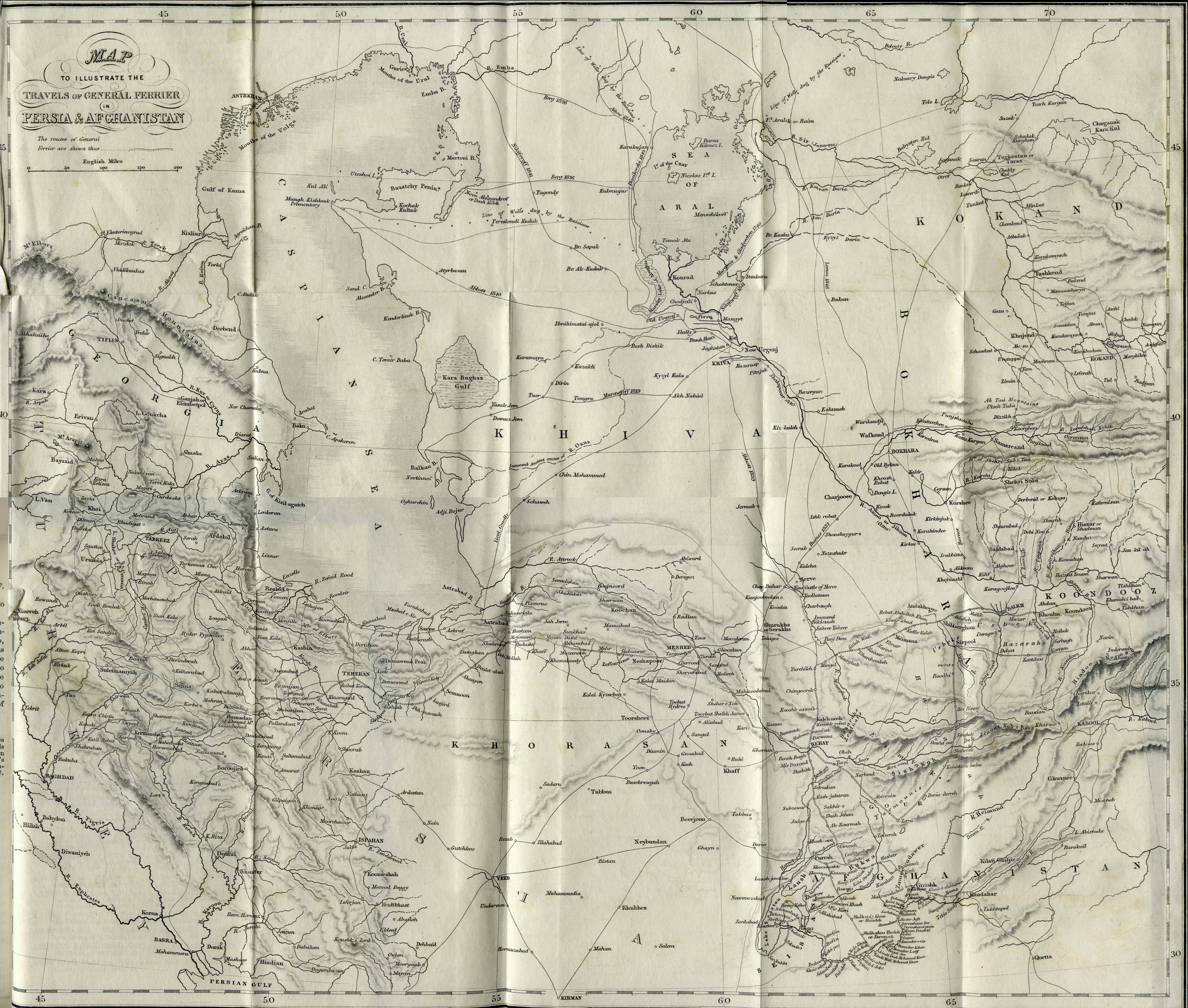
Mapa del nord de Pèrsia i el nord de l'Afganistan el 1857 que mostra Khiva, Bukhara i Kokand que formen el Turkmenistan i l'Uzbekistan moderns

El 1856, Pèrsia va començar un assalt a Herat i el govern britànic va declarar la guerra a Pèrsia. La guerra anglo-persa es va dur a terme sota el comandament del general Sir James Outram fins al 1857, quan Pèrsia i Gran Bretanya es van retirar i Pèrsia va signar un tractat que renunciava a la seva reclamació sobre Herat.

## Ampliació posterior

### Sota la corona britànica
Després de la Rebel·lió índia de 1857, els poders restants de la Companyia de les Índies Orientals van ser transferits a la Corona Britànica en la persona de la reina Victòria (que el 1876 va ser proclamada emperadriu de l'Índia). Com a estat, el Raj britànic va funcionar com a guardià d'un sistema de mercats connectats mantinguts pel poder militar, la legislació empresarial i la gestió monetària. La Llei de govern de l'Índia de 1858 va veure que l'oficina de l'Índia del govern britànic assumia l'administració de les Províncies de l'Índia Britànica a través d'un virrei nomenat per la Corona.
El 1863 el sultà Ahmad Khan d'Herat, que va ser posat al poder per Pèrsia i va emetre moneda en nom del xa, va atacar la ciutat en disputa de Farrah. Farrah havia estat sota el control de Dost Mohammad des de 1856, i aquest va respondre enviant el seu exèrcit per derrotar Herat i reunir-lo amb l'Afganistan.

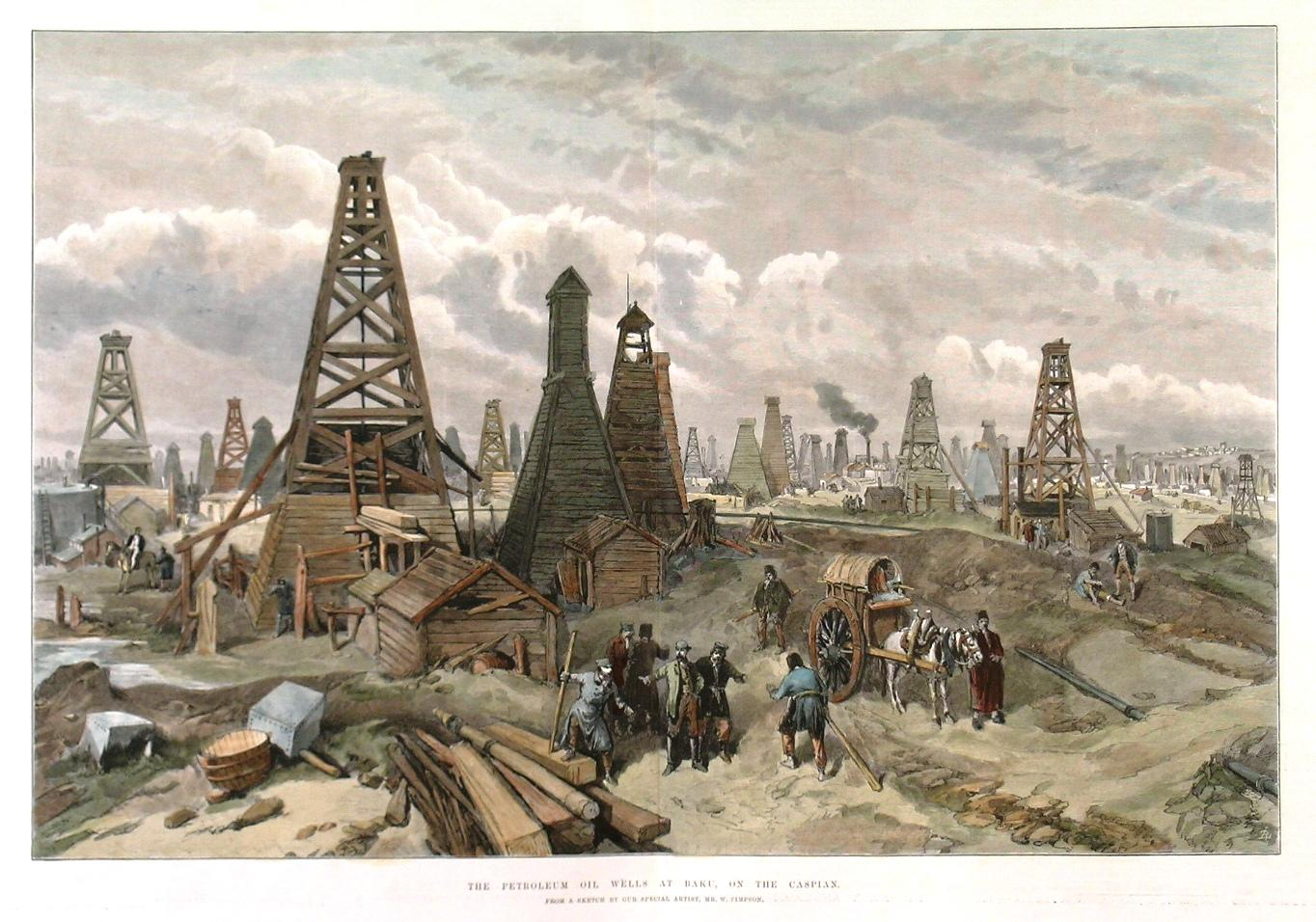
Pous de petroli a la Mar Càspia, 1886

### Sota Alexandre II de Rússia
La guerra de Crimea havia acabat el 1856 amb la derrota de Rússia per una aliança de Gran Bretanya, França i l'Imperi Otomà. El nou i cautelós Alexandre II de Rússia va esperar alguns anys per no antagonitzar els britànics, després Rússia es va expandir per Àsia Central en dues campanyes. El 1864, Gortxakov, el canceller rus, va enviar una circular als oficials consulars a l'estranger, explicant pacientment les raons de l'expansió centrada en les doctrines de la necessitat, el poder i la difusió de la civilització. Gortxakov va fer tot el possible per explicar que les intencions de Rússia no estaven pensades per antagonitzar els britànics, sinó per portar un comportament civilitzat i protegir les rutes comercials tradicionals a través de la regió. La primera campanya va començar des d'Orenburg i va continuar en direcció a Kabul a l'Afganistan. Rússia va ocupar Chimkent el 1864, Taixkent el 1865, Khokhand i Bukhara el 1866 i Samarcanda el 1868. La influència de Rússia s'estenia ara a les regions perifèriques del Turkestà afganès. La segona campanya va començar des del mar Caspi i va anar en direcció a Herat, prop de la frontera persa. Khiva va ser ocupada el 1873.  Les forces russes també es van apoderar de Krasnovodsk (ara a Turkmenistan) el 1869. Entre els generals russos notables hi havia Konstantin Kaufman, Mikhail Skobelev i Mikhail Chernyayev.

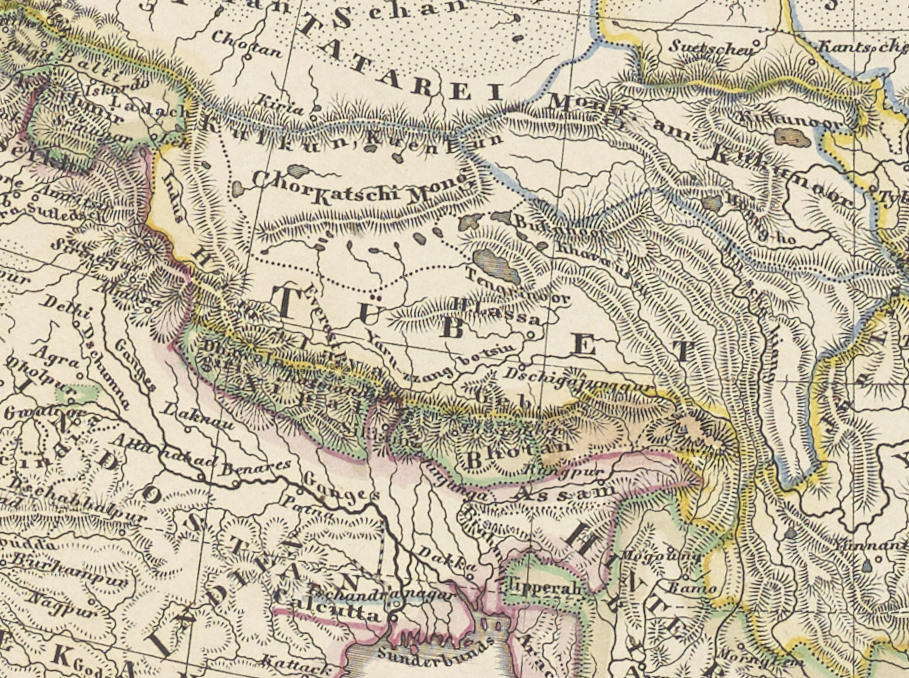
Tibet abans de 1859

De 1869 a 1872, Mir Mahmud Shar va poder aconseguir el control del kanat de Badakhxan amb l'ajuda del nou governant de l'Afganistan, Amir Xir Ali, i el 1873 l'Afganistan governava Badakhshan.

## Tibet i Àsia Interior
La competència britànica-russa també existia al Tibet i a l'Àsia interior. Els estrategs de l'Imperi Rus van intentar crear un trampolí per envoltar la dinastia Qing a l'Àsia Interior, així com un segon front contra l'Índia Britànica des del nord-est.

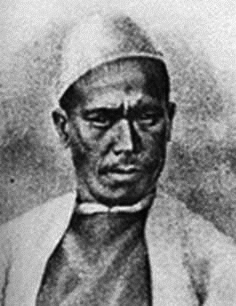
Nain Singh Rawat (1830-1882), agrimensor emprat pels britànics per explorar l'Himàlaia

Gran Bretanya havia estat explorant territoris al nord de l'Índia reclutant "Pundits", exploradors indis nadius, entre ells Nain Singh, que va arribar a Lhasa, al Tibet, el 1866. Ell i el seu cosí Kishen Singh van continuar viatjant pel Tibet i les regions circumdants durant molts anys. Les publicacions de la Royal Geographical Society el 1869 van donar a conèixer l'arribada dels experts britànics a Lhasa a Rússia. L'explorador rus Nikolai Przewalski va sentir que hi havia una amenaça britànica per a les ambicions russes a l'Àsia Interior i va iniciar una sèrie d'expedicions de la dècada de 1870. Encara que no va arribar a la capital del Tibet a Lhasa, va viatjar molt al Tibet, Qinghai i Xinjiang. Les expedicions de Przhevalsky es van fer famoses i van augmentar l'interès per l'expansió europea a Àsia entre la premsa russa, l'aristocràcia i el món acadèmic. A la dècada de 1880, Przhevalsky va advocar per "l'annexió per la força de l'oest de la Xina, Mongòlia i el Tibet, i la seva colonització per part dels cosacs ", tot i que el pla va rebre algun rebuig del tsar Alexandre III de Rússia, que va afavorir la influència en lloc d'una invasió.
L'historiador Aleksandr Andreïev argumenta que el Tibet era un focus territorial important de l'Imperi Rus i la Unió Soviètica, i estava connectat amb el Gran Joc. Andreiev esmenta que el 1893, el tsar Alexandre III va finançar un projecte aventurer d'un metge tibetà, Piotr Aleksandrovich Badmaev, que tenia com a objectiu annexionar Mongòlia, el Tibet i la Xina a l'Imperi Rus. Encara que no va tenir molt èxit, diversos agents van ser enviats per fer espionatge al Tibet pel que fa a la influència britànica, investigar el comerç i intentar fomentar la rebel·lió a Mongòlia contra la dinastia Qing. A finals del segle XIX, Gran Bretanya va donar suport estratègicament als protectorats de la dinastia Qing contra l'Imperi Rus. Segons Andreiev, "en els temps del Gran Joc, Mongòlia era objecte d'invasió imperialista per part de Rússia, com el Tibet ho era per als britànics"

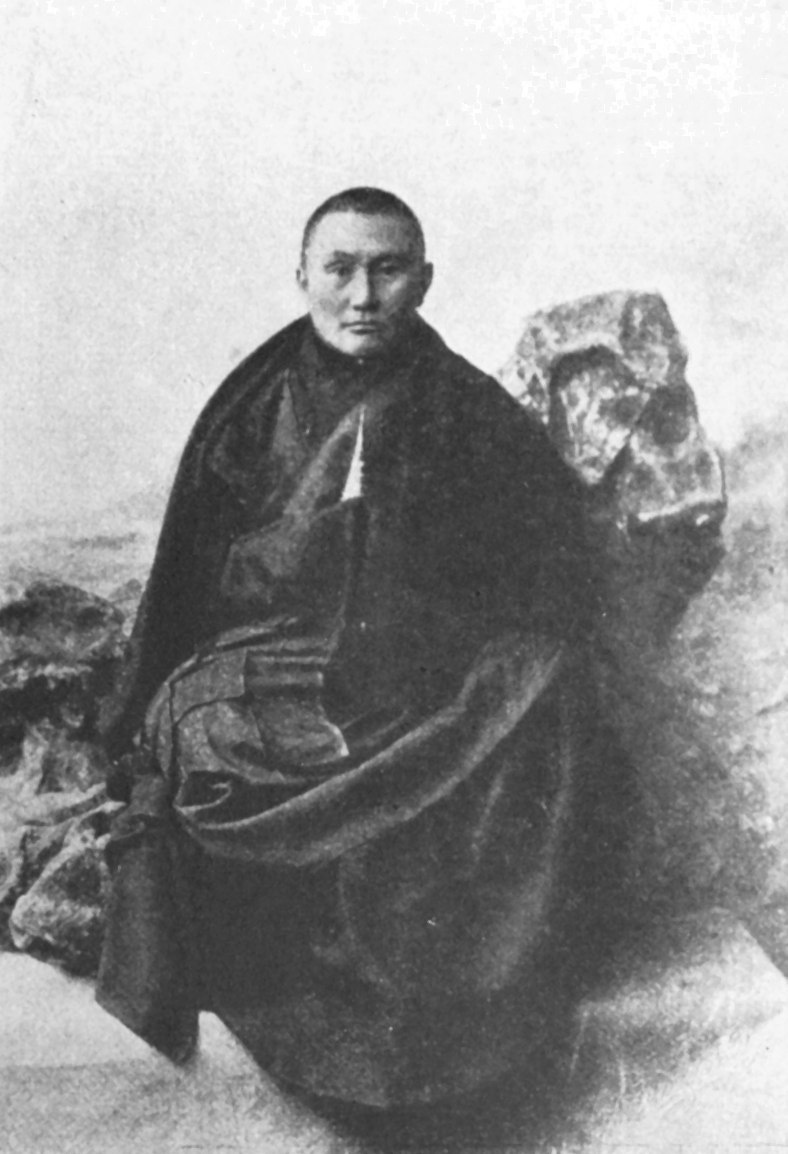
Agvan Dorzhiev (1853-1938) va actuar com a vincle diplomàtic entre l'Imperi Rus i el 13è Dalai Lama

Gran Bretanya temia una influència russa augmentada al Tibet, a causa dels contactes entre el Buryat Agvan Dorzhiev, nascut a Rússia, i el 13è Dalai Lama. Agvan Dorzhiev va afirmar que Rússia era un país budista poderós que s'aliaria amb el Tibet contra la Xina o la Gran Bretanya. En resposta, Gran Bretanya va intentar augmentar la seva pròpia influència al Tibet com a amortidor per a l'Índia britànica. Les forces britàniques, dirigides per Sir Francis Younghusband, van envair el país amb l' expedició Curzon el 1904 i van fer un tractat amb els tibetans, la Convenció de Lhasa de 1904.
Segons Robert Irwin, que considera una interpretació més petita i centrada en l'espionatge del Gran Joc, el Tibet estava realment connectat amb el Gran Joc, però "la veritat és que, en el període en qüestió, els cercles dirigents britànics no tenien tant com una botiga de dolços al Tibet". En concret, assenyala que el comerç comercial que va seguir l'expedició Younghusband va ser insignificant en comparació amb el cost de l'expedició.
Pradip Phanjoubam afirma que la rivalitat anglo-russa al Tibet també va tenir implicacions per al nord-est de l'Índia, culminant amb la Convenció de Simla. Phanjoubam argumenta que Gran Bretanya va reaccionar de manera exagerada davant l'interès rus pel Tibet, si potser és comprensible per la presència de Dorzhiev. Un canvi constant de la política britànica a la Xina dels protectorats pro a anti-Qing per part de Gran Bretanya, així com el canvi de l'oposició a Rússia a la Convenció de 1907, van portar la dinastia Qing a decidir una política avançada a l'Himàlaia. Si no hagués estat per la Revolució Xinhai, l'Índia hauria estat més amenaçada que no. No obstant això, "al tauler d'escacs del Gran Joc en llocs llunyans com Mongòlia, Afganistan i Pèrsia estava així determinat el destí de la política britànica del Tibet i, per tant, l'ombra del Gran Joc també va caure sobre el futur del nord-est de l'Índia".
En l'Era Meiji, l'Imperi Japonès observaria el Gran Joc i participaria indirectament mitjançant la diplomàcia i l'espionatge. Per exemple, el Japó va acollir Abdurreshid Ibrahim, un opositor panmusulmà de l'expansió russa i britànica. L'interès japonès per la regió, així com l'enemistat amb Rússia, van portar a l' Aliança Anglo-japonesa i un intent d'aliança otomano-japonesa. Nishi Tokujirō va fer algunes de les primeres interaccions diplomàtiques oficials del Japó a Àsia Central i va observar la política colonial russa durant el primer període Meiji, mentre que durant el final d'aquest període, el coronel Fukushima Yasumasa va gestionar la política d'Àsia Central del Japó durant la seva lluita amb Rússia. Més tard, la guerra russo-japonesa també va canviar i va debilitar els dissenys russos a Xinjiang. Segons l'investigador Jin Noda, les activitats d'intel·ligència japoneses es van produir "en un context d'agut interès rus i britànic pel destí geopolític de Xinjiang, el Tibet i el Turquestan rus".
Carl Gustaf Emil Mannerheim també va actuar com a agent tsarista durant el Gran Joc, dirigint una expedició pel Tibet, Xinjiang i Gansu de camí a Pequín. L'Estat Major rus volia informació sobre el terreny sobre les reformes i activitats de la dinastia Qing, així com la viabilitat militar d'envair la Xina Occidental: un possible moviment en la seva lluita amb Gran Bretanya pel control de l'Àsia interior. En un informe a l'Estat Major rus, Mannerheim també va argumentar a favor d'una invasió russa de Xinjiang. Disfressat de col·leccionista etnogràfic, Mannerheim es va unir a l'expedició de l'arqueòleg francès Paul Pelliot a Samarcanda, a l'Uzbekistan modern. Van començar des de la terminal del Ferrocarril Transcaspià a Andidjan el juliol de 1906, però Mannerheim es va barallar amb Pelliot, per la qual cosa va fer la major part de l'expedició pel seu compte. Mannerheim es va reunir amb el 13è Dalai Lama del Tibet i va actuar com a enviat de Rússia.

## Pèrsia

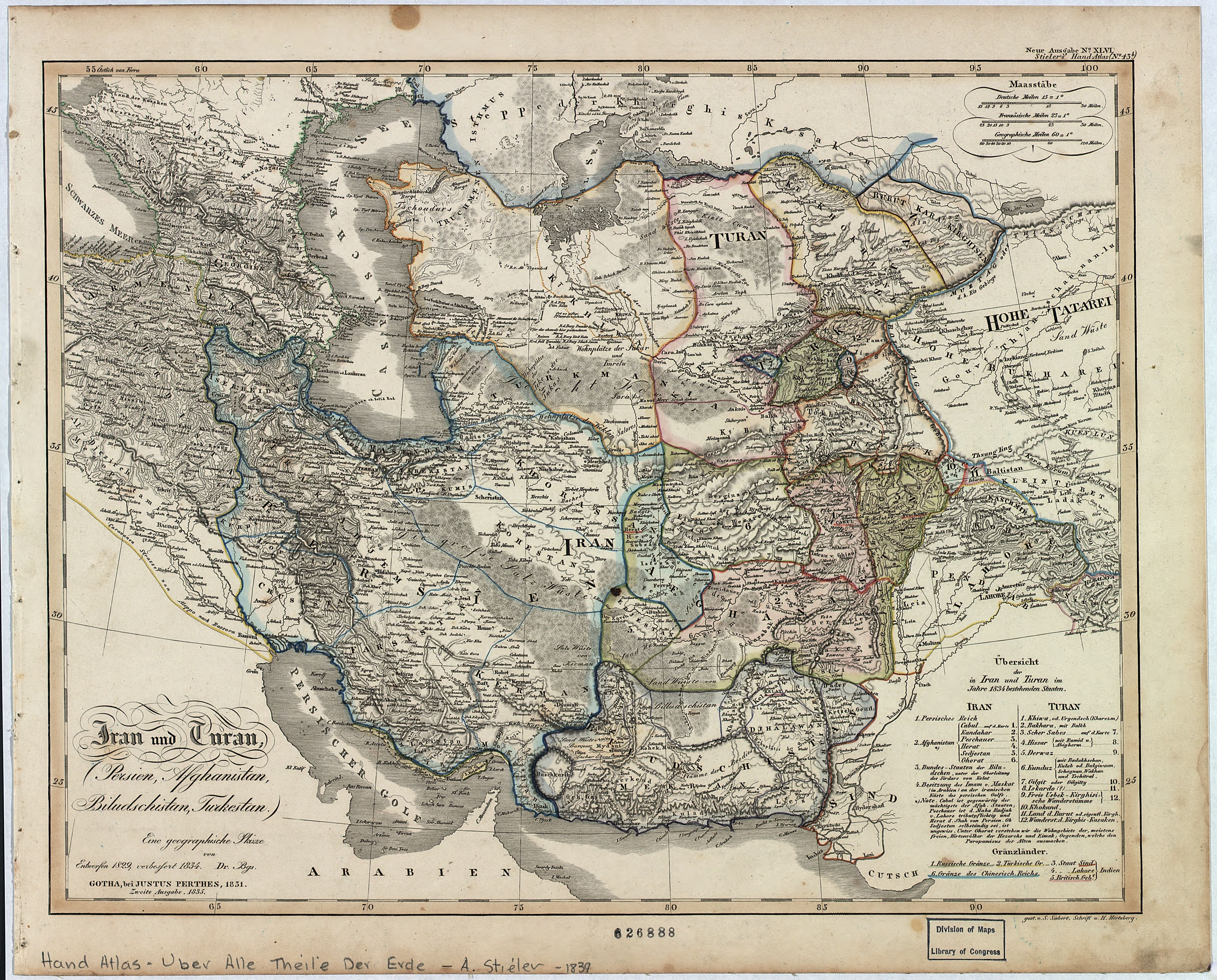
Iran i Turquestan el 1835

Diversos autors també connecten la competició britànica-rusa a l'Iran amb el Gran Joc. Aquesta competència va continuar fins a l'Convenció Anglorussa el 1907, després de la qual els imperis britànic i rus es van moure en gran part junts en les seves obertures per a la influència imperial a la regió fins a la revolució bolxevic.
El Gran Joc a l'Iran va prendre la forma de conquestes militars, intrigues diplomàtiques i la competència de mercaderies comercials. Els colons russos van arribar al nord de l'Iran, establint la regió al voltant d'Astarabad.  Encara que Gran Bretanya tenia una reputació d'industrialització i comerç internacional impulsada per la seva colònia de l'Índia, els autors russos van veure que l'Imperi Rus competia directament amb Gran Bretanya pel comerç a l'Iran i altres mercats fronterers. Els diaris de viatge russos escrits entre la dècada de 1870 i el tombant de la dècada de 1900 semblen implicar que el comerç rus s'havia convertit en dominant a les parts del nord i l'oest de l'Iran, que serien oficialment delimitades a Rússia per Gran Bretanya el 1907.  Rússia també havia adquirit concessions com el monopoli del lucratiu caviar al sud del mar Caspi, que va durar fins després de la Primera Guerra Mundial. 

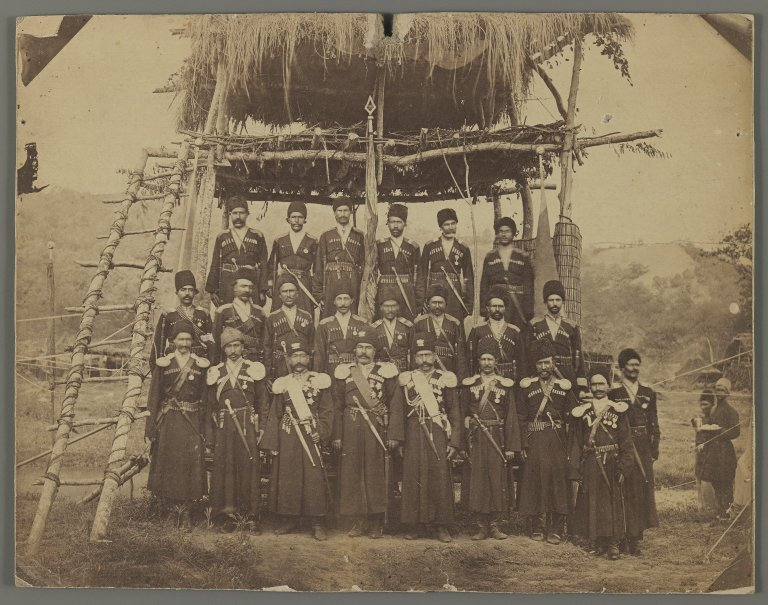
Cosacs perses, temps després de 1876

Després del Tractat de Turkmanchay de 1828, Rússia va rebre la dominació territorial a l'Iran. Amb els Romanov canviant a una política de "suport informal" a la debilitat dinastia Qajar —continuant pressionant amb els avenços al Turkestán, en gran part nòmada, un territori fronterer crucial dels Qajars—, aquesta dominació russa de Pèrsia va continuar durant gairebé un segle. La monarquia persa es va convertir en un concepte més simbòlic en què els diplomàtics russos eren ells mateixos agents de poder a l'Iran i la monarquia depenia dels préstecs britànics i russos per obtenir fons. El 1879, l'establiment de la Brigada cosacs per part d'oficials russos va donar a l'Imperi Rus influència sobre la modernització de l'exèrcit Qajar. Aquesta influència va ser especialment pronunciada perquè la legitimitat de la monarquia persa es basava en una imatge de proesa militar, primer d'influència turca i després d'influència europea. A la dècada de 1890, els tutors, metges i oficials russos eren prominents a la cort del Sha, influint en la política personalment. Rússia i Gran Bretanya tenien inversions en competència en la industrialització de l'Iran, incloses carreteres i línies de telègraf, com una manera de beneficiar-se i ampliar la seva influència. No obstant això, fins a 1907 la rivalitat del Gran Joc va ser tan pronunciada que les demandes mútues britàniques i russes al xa d'excloure l'altre van bloquejar tota la construcció del ferrocarril a finals del segle XIX. El 1907 els imperis britànic i rus van arribar a un acord mutu, que va proporcionar una zona d'influència al sud-est de l'Iran a Gran Bretanya i al nord de l'Iran a Rússia.
El tsar Nicolau II de Rússia seria un ferm partidari del Muhàmmad-Alí Xah Qajar contra els revolucionaris, en una intervenció a gran escala que va implicar tant les tropes russes regulars com els cosacs perses. En no suprimir completament la revolució constitucional persa o mantenir Muhammad Ali Shah al poder, les reformes constitucionals es van posar en marxa en contra dels desitjos de Rússia, tot i que la Brigada cosaca va seguir sent un factor important. Un antic cosac iranià, Reza Shah, establiria la dinastia Pahlevi.

## Segona guerra anglo-afganesa

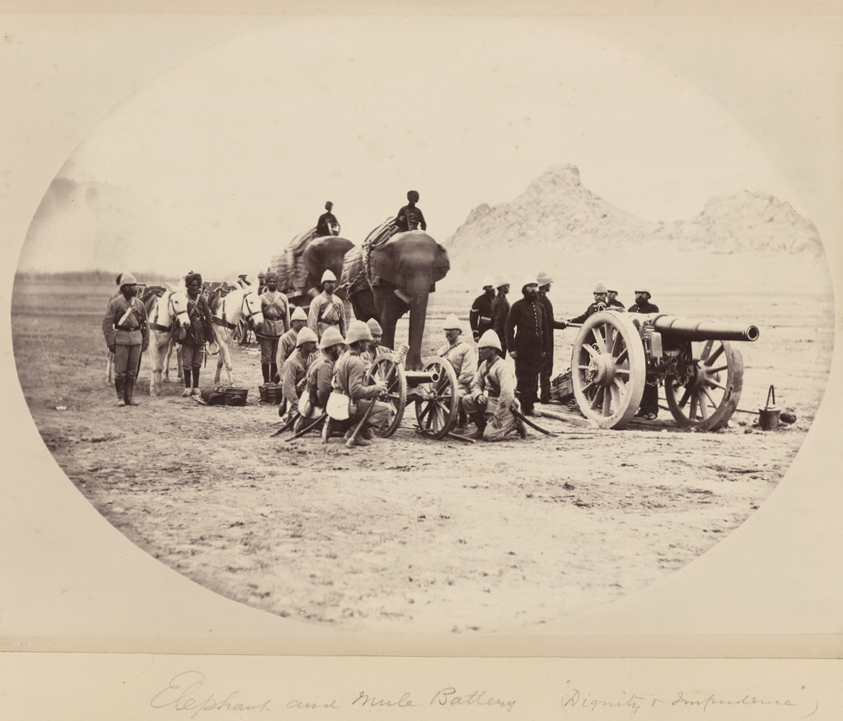
Bateria d'elefants i mules, segona guerra anglo-afganesa

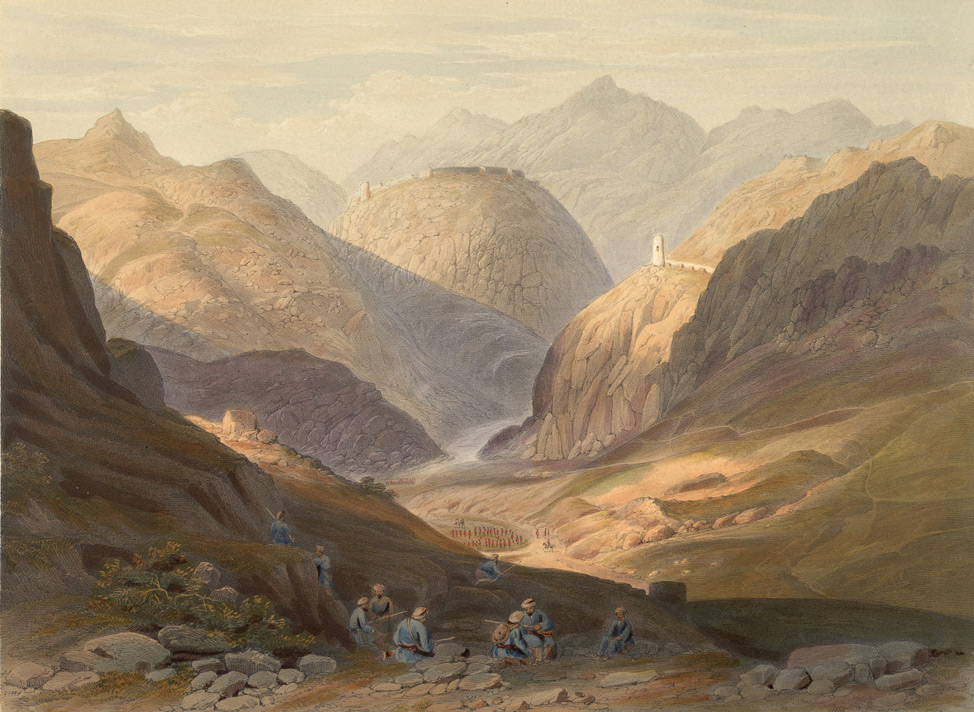
Khyber Pass amb Ali Masjid fort - litografia de James Rattray (1848)

El 1878, Rússia va enviar tropes en una missió diplomàtica no convidada a Kabul. Xir Ali, l'emir de l'Afganistan, va intentar sense èxit impedir-los entrar a l'Afganistan, els russos van arribar a Kabul el 22 de juliol de 1878. Com a reacció, el 14 d'agost els britànics van exigir que Sher Ali també acceptés una missió britànica. L'Emir no només es va negar a rebre una missió britànica sota el comandament de Neville Bowles Chamberlain, sinó que també va amenaçar amb aturar-la si intentava entrar al seu país. Lord Lytton, el virrei de l'Índia britànica, va ordenar a un enviat que emprengués una missió diplomàtica a Kabul el setembre de 1878. La missió es va tornar enrere quan s'acostava a l'entrada oriental del pas de Khyber, desencadenant la Segona Guerra Anglo-afganesa. El novembre de 1878, 40.000 homes dirigits pel Raj britànic, van envair l'Afganistan des de l'Índia britànica. La guerra s'havia resolt durant un temps mitjançant negociacions diplomàtiques el 1879, però el 1880 es va reactivar la lluita després que un enviat britànic en missió a Kabul fos massacrat.

## Diplomàcia

### Acord entre Gran Bretanya i Rússia de 1873
El 21 de gener de 1873, Gran Bretanya i Rússia van signar un acord que estipulava que la zona oriental de Badakhshan així com el corredor de Wakhan fins al llac Sariqol eren territori afganès, la frontera nord afganesa era l'Amudarià (riu Oxus) tan lluny a l'oest com Khwaja Salar (prop de Khamyab-Barit), i una comissió conjunta definiria a Khamyab-Barith de Amuya. fins a la frontera persa al riu Hari (Harirud). Tanmateix, no es va definir cap límit a l'oest de l'Amudarià fins al 1885. Es considerava que l'acord havia definit les esferes d'influència britànica i russa a l'Afganistan i Àsia Central, va donar a les dues parts la legitimitat per avançar dins de les seves zones designades, va crear relacions cordials entre les dues potències europees rivals i va plantejar el nou problema de definir quines eren les fronteres de l'Afganistan, Rússia i la Xina a la regió superior d'Oxus a les muntanyes del Pamir. L'acord va ser negociat pel diplomàtic rus el príncep Alexander Gortxakov, les terres de Badakhshan i Wakhan van ser acceptades per Rússia com a part de l'Afganistan, Rússia va acceptar totes les propostes de Gran Bretanya a les fronteres del nord de l'Afganistan i esperava que Gran Bretanya mantindria l'Afganistan de cometre qualsevol agressió. Tanmateix, això va posar en marxa l'annexió per part de Rússia del Kanat de Khivà el mateix any. Més tard, Badakhshan es dividiria entre l'Afganistan i Bukharà controlada per Rússia per la Comissió de Límits del Pamir el 1895.

### Tractat de Gandamak, 1879
Després del setge britànic de Kabul, la guerra es va resoldre diplomàticament pel Tractat de Gandamak de 1879. Els britànics van enviar un enviat i una missió a Kabul, però el 3 de setembre aquesta missió va ser massacrada i es va tornar a encendre el conflicte. La segona fase va acabar el setembre de 1880 quan els britànics van derrotar a Ayub Khan fora de Kandahar. Un nou emir, Abdul Rahman Khan, que era conegut per ser un aliat rus i un opositor dels britànics, va ratificar i confirmar el tractat de Gandamak una vegada més. Quan els soldats britànics i indis es van retirar, els afganesos van acordar que els britànics assoleixin la majoria dels seus objectius geopolítics, així com crear un amortidor entre el Raj britànic i l'Imperi Rus. Els britànics eren conscients que Amir Abd al-Rahman Khan tenia el suport dels afganesos per continuar lluitant i no va permetre que un resident britànic es quedés a Kabul, que era un objectiu britànic que va provocar l'inici del conflicte. A canvi, va acceptar el control britànic de les polítiques exteriors de l'Afganistan mentre mantenia la sobirania interna i va cedir als britànics una sèrie de les seves àrees frontereres del sud, inclosos els districtes de Pishin, Sibi, Harnai i Thal Chotiali.
El 1881, les forces russes van prendre Geok Tepe i el 1884 van ocupar Merv. Com que les forces russes estaven a prop d'Herat, els governs britànic i rus van formar una Comissió de Límits Anglorussa el mateix any per a definir les fronteres entre l'Imperi rus i el nord de l'Afganistan.
El 1885, una força russa va annexionar el districte de Panjdeh al nord de la província d'Herat i el seu fort en el que s'ha anomenat l'incident de Panjdeh. Els afganesos van afirmar que la gent del districte sempre havia homenatjat l'Afganistan, i els russos van argumentar que aquest districte formava part dels kanats de Khiva i Merv que havien annexat anteriorment. Se suposava que la Comissió de Límits afganesos havia resolt la disputa, però la batalla es va produir abans de la seva arribada. La força afganesa de 500 va ser aclaparada per un nombre superior rus. Gran Bretanya no va ajudar a l'Afganistan tal com exigia el Tractat de Gandamak, la qual cosa va portar l'Emir a concloure que no podia confiar en els britànics davant l'agressió russa.
El canceller alemany Otto von Bismarck va veure com d'important havia esdevingut el Gran Joc per a Rússia i Gran Bretanya. Alemanya no tenia interessos directes, però el seu domini d'Europa es va reforçar quan les tropes russes es van basar el més lluny possible d'Alemanya. Durant dues dècades, 1871-1890, va maniobrar per ajudar els britànics, amb l'esperança d'obligar els russos a enviar més soldats a Àsia. No obstant això, Bismarck a través de la Lliga dels Tres Emperadors també va ajudar a Rússia, pressionant l'Imperi Otomà perquè bloquegés el Bòsfor de l'accés naval britànic, obligant a una negociació anglo-russa sobre l'Afganistan.

### Protocol entre Gran Bretanya i Rússia 1885
El 10 de setembre de 1885 es va signar a Londres el Protocol de delimitació entre Gran Bretanya i Rússia. El protocol va definir el límit des de l'Oxus fins al Harirud i més tard va ser seguit per 19 protocols addicionals que proporcionaven més detalls entre 1885 i 1888. La Comissió de fronteres afganeses va acordar que Rússia renunciaria al territori més llunyà capturat en el seu avanç, però conservaria Panjdeh. L'acord delimitava una frontera permanent del nord de l'Afganistan a l'Amudarià, amb la pèrdua d'una gran quantitat de territori, especialment al voltant de Panjdeh.
Això va deixar per definir la frontera a l'est del llac Zorkul a la regió de Wakhan. Aquest territori va ser reclamat per la Dinastia Qing Xinesa, Rússia i l'Afganistan. A la dècada de 1880, els afganesos havien avançat al nord del llac fins al Pamir Alichur. El 1891, Rússia va enviar una força militar a aquesta zona i el seu comandant, Yanov, va ordenar al capità britànic Francis Younghusband que abandonés Bozai Gumbaz al Petit Pamir. Els russos van afirmar que, com que havien annexionat el kanat de Kokand, tenien una reclamació sobre el Pamir. L'Afganistan va afirmar que la regió mai va rendir homenatge a Kokand i era independent, de manera que després d'haver-la annexat la regió era seva. Els britànics van afirmar que es tractava d'una violació de l'Acord Anglo-Russo de 1873. Malauradament per a Gran Bretanya, el govern indi va assenyalar que Bozai Gumbaz no estava inclòs a l'Acord i per tant es trobava en una zona no definida. Bozai Gumbaz no havia aparegut al mapa rus com a Wakhan. A més, els britànics es van adonar que Younghusband havia entrat per error al territori rus prop de Karakul i que podria haver estat arrestat per l'administrador allí. Yanov va oferir una disculpa verbal si havia entrat per error al territori Wakhan, i el govern rus va proposar una enquesta conjunta per acordar una frontera.
El 1892, els britànics van enviar Charles Murray, 7è comte de Dunmore al Pamir per investigar. La Gran Bretanya estava preocupada perquè Rússia aprofités la debilitat xinesa per controlar la zona per guanyar territori. Murray es va dedicar a alguna forma de diplomàcia o espionatge, però la qüestió no està clara, i el 1893 va arribar a un acord amb Rússia per demarcar la resta de la frontera, un procés finalitzat el 1895.

### Acord entre la Gran Bretanya i l'Afganistan de 1893
El 12 de novembre de 1893 es va signar a Kabul l'Acord entre la Gran Bretanya i l'Afganistan. L'Acord va reconfirmar l'Acord de 1873, va exigir a l'Afganistan que es retirés del territori al nord de l'Amudarià que havia ocupat el 1884 i va demanar la delimitació del límit a l'est del llac Sari.
Quan Mortimer Durand, Secretari d'Estat de l'Índia va ser nomenat administrador de l'Agència Gilgit (ara part del Gilgit-Baltistan del Pakistan), va obrir la regió construint carreteres, telègrafs i sistemes de correu mentre mantenia un diàleg amb el Mir de Gilgit. Tenia la intenció de millorar la carretera des del Caixmir a través dels estats prínceps de Hunza i Nagar i fins a la frontera amb Rússia. Els Mirs de Nagar i Hunza van veure això com una amenaça per al seu avantatge natural de la llunyania. El 1890, Durand va reforçar el fort de Chalt que es trobava a prop de la frontera a causa del rumor que els combatents de Nagar i Hunza estaven a punt d'atacar-lo, i va continuar remodelant la carretera fins al fort. El maig de 1891, Nagar i Hunza van enviar un avís a Durand perquè no continués treballant a la carretera del fort i que abandonés el fort, que es trobava al costat de Gilgit de la frontera, sinó ho considerarien com un acte de guerra. Durand va reforçar el fort i va accelerar la construcció de la carretera fins a ell, fent que Nagar i Hunza ho veiessin com una escalada i així van aturar el correu dels britànics residents al Turkmenistan xinès pel seu territori. L'Índia britànica va considerar això com un incompliment del seu acord de 1889 amb Hunza, i després d'emetre un ultimàtum i ignorar, van iniciar la Campanya Anglo- Brusho de 1891. Hunza i Nagar van quedar sota un protectorat britànic el 1893.

### Canvi de notes entre Gran Bretanya i Rússia 1895

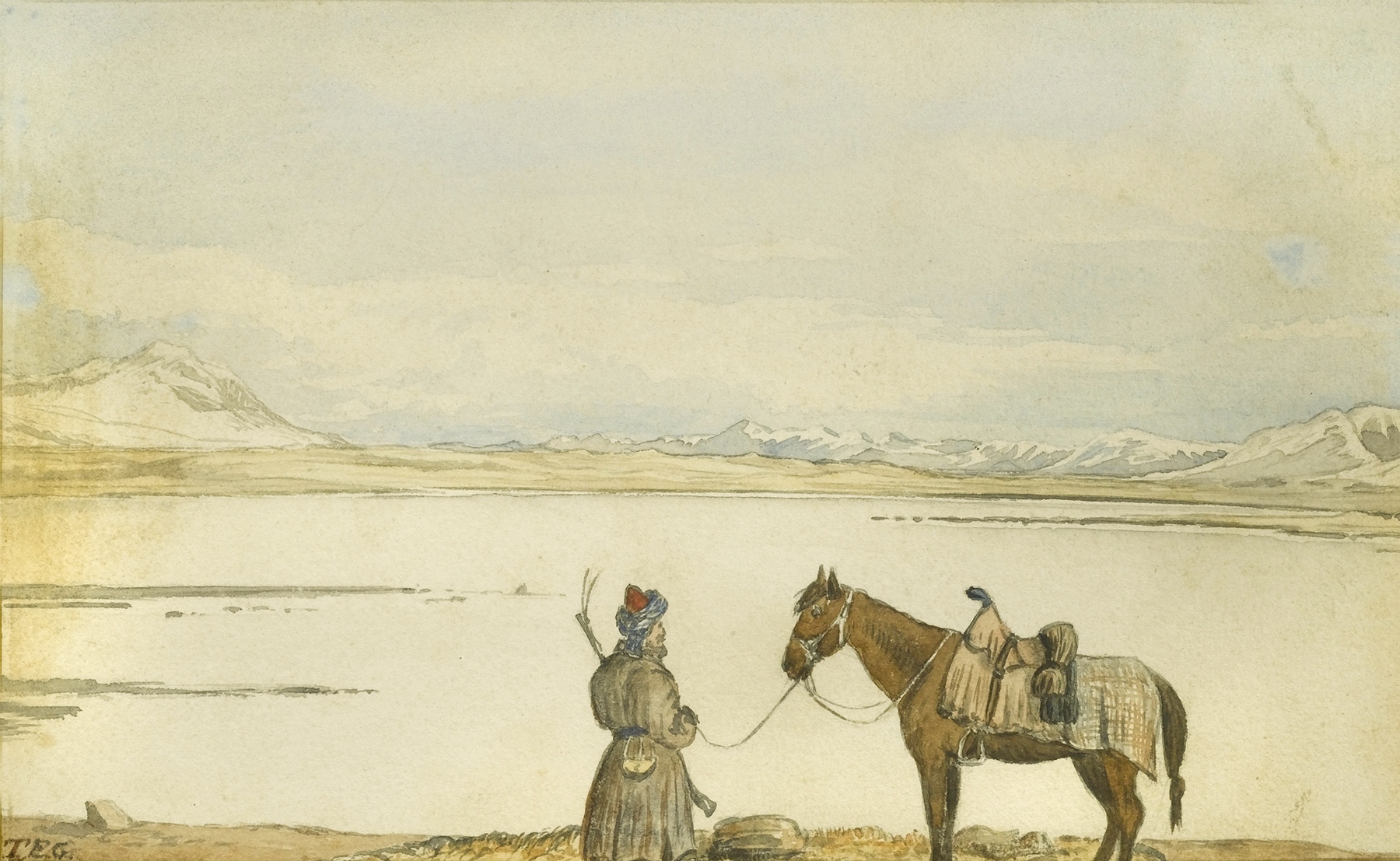
Una aquarel·la del llac Zorkul, Pamirs, de l'oficial de l'exèrcit britànic Thomas Edward Gordon (1874).

L'11 de març de 1895 hi va haver un intercanvi de notes entre Gran Bretanya i Rússia. Les notes definien les esferes d'influència britànica i russa a l'est del llac Sari-Qul definint el límit nord del corredor de Wakhan a l'est del llac. Aquest límit va ser posteriorment demarcat per una comissió mixta. Es proposa que el Gran Joc hagi acabat el 10 de setembre de 1895 amb la signatura dels protocols de la Comissió de Límits del Pamir, quan es va definir la frontera entre l'Afganistan i l'imperi rus. La Comissió de Límits del Pamir va ser dirigida pel general Gerard, que es va reunir amb una diputació russa sota el comandament del general Povalo-Shveikovsky a la remota regió del Pamir el 1895, que es va encarregar de demarcar el límit entre les esferes d'interès russa i britànica des del llac Victòria cap a l'est fins a la frontera xinesa. L'informe de la Comissió va demostrar l'absoluta impracticabilitat de qualsevol invasió russa de l'Índia a través de les muntanyes del Pamir. El resultat va ser que l'Afganistan es va convertir en un estat amortidor entre les dues potències.
Es va acordar que el riu Amudarià formaria la frontera entre l'Afganistan i l'Imperi Rus. Els acords també van fer que l'Imperi Rus perdés el control de la majoria del territori afganès que va conquerir, amb l'excepció de Panjdeh. Les muntanyes del Pamir també es van demarcar com a línia fronterera entre l'Imperi Rus i l'Afganistan. El Taghdumbash seria objecte d'un acord posterior entre l'Afganistan i la Xina. Per concloure el seu acord, un cim va ser anomenat Mount Concord. A canvi d'un acord britànic per utilitzar el terme Nicholas Range en honor de l'emperador Nicolau II de Rússia als mapes oficials, els russos van acordar referir-se al llac Zorkul com a llac Victòria en honor a la reina Victòria I del Regne Unit del Regne Unit.
Els russos havien guanyat totes les terres al nord de l'Amudarià, que incloïen la terra reclamada pel kanat de Khiva, incloses les aproximacions a Herat, i totes les terres reclamades pel Kanat de Kokand, inclosa l'altiplà del Pamir. Per garantir una separació completa, aquest nou estat afganès va rebre un estrany apèndix oriental conegut com el corredor de Wakhan. "En establir aquests límits, l'acte final del joc tens realitzat pels governs britànic i rus va arribar a la seva fi".

### Convenció anglo-rusa de 1907

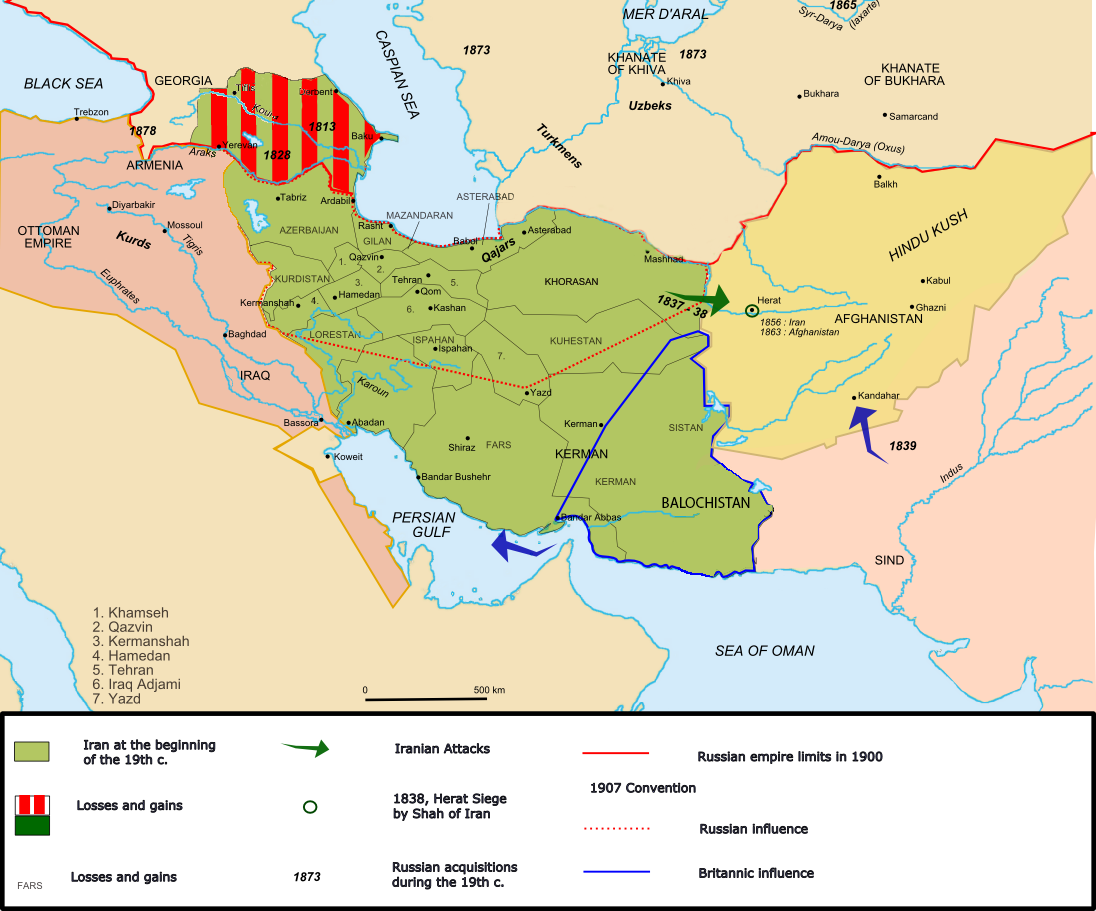
Zones d'influència a l'Iran després de la Convenció Anglorussa de 1907

A la Convenció Anglo-Russa de 1907, l'Imperi Rus i l'Imperi Britànic van acabar oficialment amb la seva rivalitat per centrar-se a oposar-se a l'Imperi Alemany. A la Convenció de 1907, Rússia va reconèixer l'Afganistan i el sud de l'Iran com a part de l'esfera d'influència britànica, mentre que Gran Bretanya va reconèixer l'Àsia Central i el nord de l'Iran com a part de l'esfera d'influència russa. Ambdues parts van reconèixer el Tibet com un territori neutral, tret que Rússia tenia privilegis especials en negociar amb el Dalai Lama, i Gran Bretanya tenia privilegis especials en els acords comercials tibetans.
Durant un temps, els imperis britànic i rus es van moure junts contra la possible entrada alemanya al Gran Joc, i contra un moviment constitucional a l'Iran que amenaçava amb dissipar l'esfera d'influència bidireccional. Rússia havia establert anteriorment la Brigada cosaca persa el 1879, una força que estava dirigida per oficials russos i que va servir com a vehicle per a la influència russa a l'Iran.
El 1908, la revolució constitucional persa va intentar establir una societat civil democràtica i d'orientació occidental a l'Iran, amb un Majlis elegit, una premsa relativament lliure i altres reformes. Buscant resoldre problemes financers de la dinastia Qajar com ara grans deutes amb la Rússia imperial i la Gran Bretanya, els Majilis van reclutar l'expert financer nord-americà, Morgan Schuster, que més tard va escriure el llibre The Strangling of Persia condemnant Gran Bretanya i Rússia.
L' Imperi Rus va intervenir en la revolució constitucional persa per donar suport al xa i abolir la constitució. Els cosacs van bombardejar els Majilis el juny de 1908 i van ocupar Teheran. Brigades addicionals de l'exèrcit rus també es van desplegar per ajudar el xa i van ocupar Tabriz després d'abril de 1909. No obstant això, els constitucionalistes van poder reprendre la capital i van ser inicialment victoriosos amb el triomf de Teheran el juliol de 1909, i van dissipar Mohammad Ali Shah Qajar, que va ser exiliat i es va refugiar amb els russos. Quan un nou governant, Ahmad Shah Qajar, va prendre el poder, va tenir dificultats per revertir completament les reformes constitucionals, però l'estat Qajar es va veure debilitat pel trastorn i la cort Qajar depenia de potències estrangeres. Mentrestant, Gran Bretanya i Rússia es van alinear per expulsar Shuster de l'Iran mitjançant un ultimàtum el 1911 que va ser rebutjat per unanimitat pels Majilis. Els oficials britànics i russos es van coordinar mentre l'exèrcit rus, encara present a Pèrsia, va tornar a envair la capital i va suspendre el parlament. El tsar va ordenar a les tropes de Tabriz "que actuessin amb duresa i rapidesa", mentre que es van ordenar purgues, que van provocar moltes execucions de destacats revolucionaris. L'ambaixador britànic, George Head Barclay, va desaprovar aquest "regne del terror", encara que aviat pressionaria els ministres perses perquè oficialitzessin la partició anglo-rusa de l'Iran. El juny de 1914, Rússia va establir un control gairebé total sobre la seva zona nord, mentre que Gran Bretanya havia establert influència sobre els líders tribals autònoms balutxis i bakhtiyaris a la zona sud-est. L'Iran Qajar es convertiria en un camp de batalla entre les forces russes, otomanes i britàniques a la campanya de Pèrsia de la Primera Guerra Mundial.

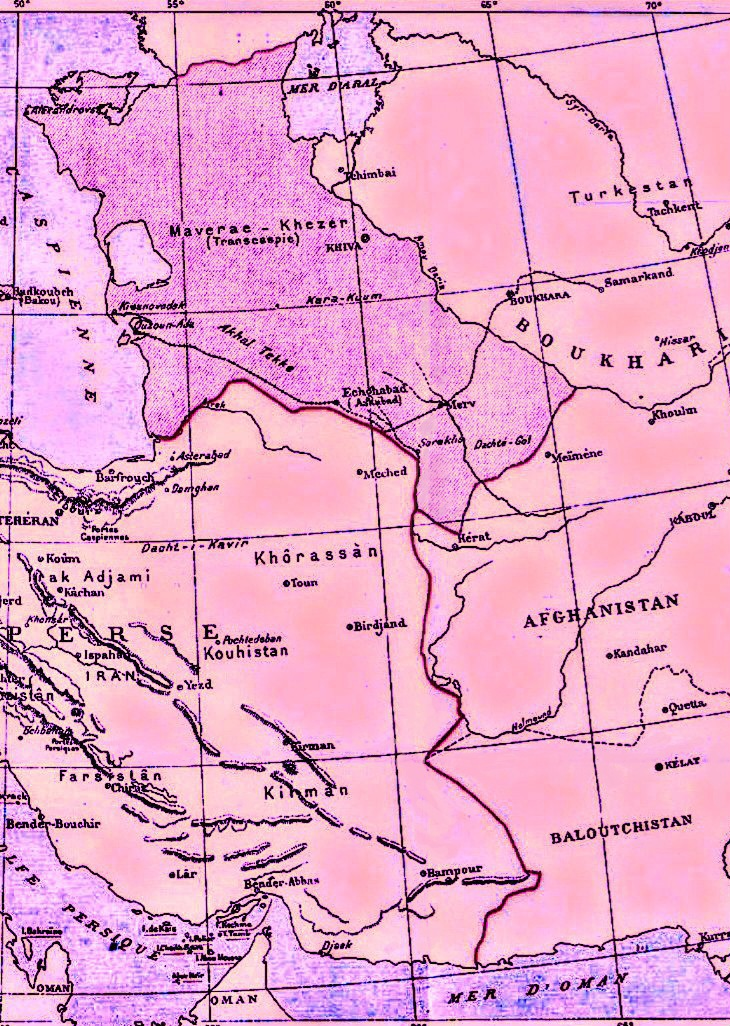
Pèrsia reclama a Àsia Central a la Conferència de Pau de Versalles el 1918, després de la Guerra Mundial

## Datació historiogràfica

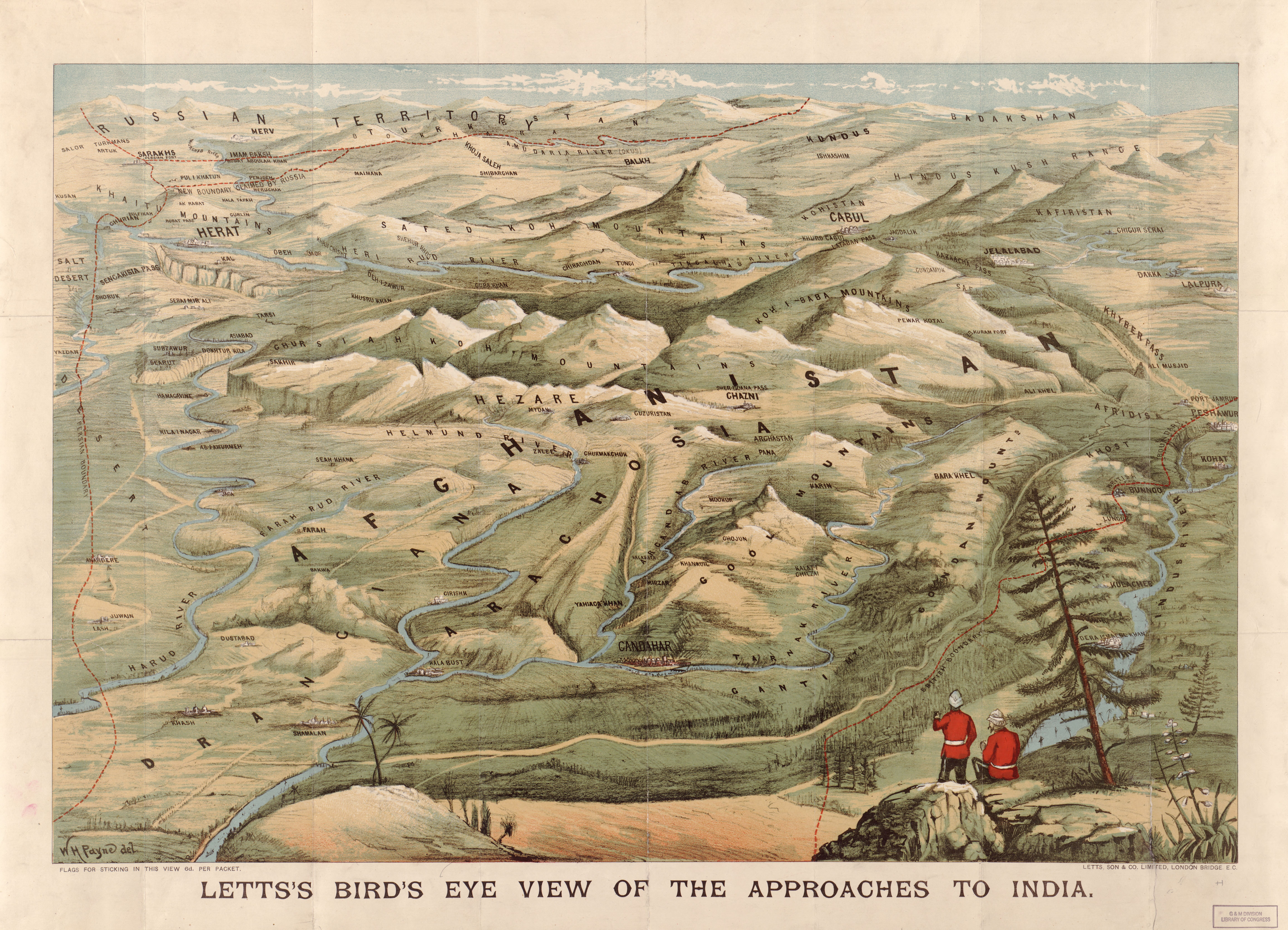
Mapa a vista d'ocell de la dècada de 1920 que representa les aproximacions a l'Índia britànica a través de l'Afganistan, inclòs el territori soviètic aleshores

Els historiadors no estan d'acord en datar l'inici o el final del Gran Joc. Konstantin Penzev creu que el Gran Joc va començar amb la victòria de Rússia a la Guerra russo-persa (1804-1813) i la signatura del Tractat de Gulistan de 1813 o el Tractat de Turkmenchay de 1828. Edward Ingram creu que va començar entre 1832 i 1834 com un intent de negociar acords comercials amb Ranjit Singh i els emires de Sind. Hopkirk considera el suport britànic "no oficial" als combatents antirussos circassis al Caucas (c.1836 - que implica David Urquhart i (per exemple) l'afer Vixen - en el context del Gran Joc. Sergeev creu que el Gran Joc va començar després de la Guerra del Caucas (1828–59) i es va intensificar amb la Guerra de Crimea (1853–56).  Edward Ingram proposa que The Great Game va acabar al final de la Primera Guerra Anglo-Afganistan el 1842 amb la retirada britànica de l'Afganistan..
Les pors britàniques van acabar el 1907 i el Gran Joc va acabar el 1907 quan Gran Bretanya i Rússia es van convertir en aliats militars (amb França). Van fer tres acords anglo-russos que delimitaven les esferes d'interès entre l'Índia Britànica i l'Àsia Central Russa a les zones frontereres de Pèrsia, Afganistan i Tibet. No obstant això, la historiadora Elena Andreeva estableix el punt final amb la revolució bolxevic de 1917 i el final temporal de l'interès de Rússia per Pèrsia. Konstantin Penzev ha afirmat, fent-se ressò del resum de ficció de Kipling ("Quan tothom és mort, el Gran Joc s'ha acabat. No abans."), que extraoficialment el Gran Joc a Àsia Central no acabarà mai.

### Gran joc soviètic
Segons l'historiador alemany David X. Noack, el Gran Joc es va reprendre del 1919 al 1933 com un conflicte entre Gran Bretanya i la Unió Soviètica, amb la República de Weimar i el Japó com a jugadors addicionals. Noack l'anomena un "Segon Torneig d'Ombres" sobre el territori que componen la frontera de l'Índia Britànica, la Xina, la Unió Soviètica i la Manxúria japonesa. A Gran Bretanya, els alemanys inicialment semblaven ser un aliat secret soviètic. El 1933-1934 "va acabar amb Mongòlia, l'Àsia Central soviètica, Tannú Tuva i Xinjiang aïllats de la influència no soviètica". Els autors Andrei Znamenski i Alexandre Andreyev també descriuen la continuació d'elements del Gran Joc per part de la Unió Soviètica fins a la dècada de 1930, centrats en la diplomàcia secreta i l'espionatge al Tibet i Mongòlia.

## Interpretacions historiogràfiques del Gran Joc

### Al·legació que "Gran Bretanya havia perdut el Gran Joc el 1842"
Edward Ingram proposa que Gran Bretanya va perdre el Gran Joc. "El Gran Joc va ser un aspecte de la història britànica més que de les relacions internacionals: la frase descriu el que estaven fent els britànics, no les accions dels russos i els xinesos". El Gran Joc va ser un intent de la dècada de 1830 dels britànics per imposar la seva visió al món. Si Khiva i Bukhara esdevinguessin estats tampó, llavors les rutes comercials cap a l'Afganistan, com a protectorat, al llarg dels rius Indus i Sutlej serien necessàries i, per tant, caldria accedir a través de les regions de Sind i Punjab. El Gran Joc va començar entre 1832 i 1834 com un intent de negociar acords comercials amb Ranjit Singh i els emires de Sind, i la "primera interrupció d'aquest magnífic somni britànic va ser provocada per la determinació dels emires de Sind de quedar-se sols". El seu fracàs es va produir al final de la Primera Guerra Anglo-Afganistan el 1842 amb la retirada britànica de l'Afganistan. El fracàs de convertir l'Afganistan en un estat client va significar que El Gran Joc no es podia guanyar.
No obstant això, Gran Bretanya guanyaria una victòria decisiva a la Segona Guerra Angloafganesa que es va produir entre 1878 i 1880. La victòria també va reforçar la influència de Gran Bretanya a l'Afganistan, que s'havia convertit en un protectorat britànic.
El 1889, Lord Curzon, que més tard esdevingué virrei de l'Índia (1899-1905), va escriure un llibre sobre l'equilibri estratègic entre els imperis rus i britànic, així com els seus viatges al ferrocarril transcaspià.
En aquell llibre, Rússia a l'Àsia Central el 1889 i la qüestió anglo-rusa, va comentar:
| «              | Les nostres relacions amb l'Afganistan durant els quaranta anys entre 1838 i 1878 van ser successivament d'interferències equivocades i d'inactivitat sense domini. | » |
| — Lord Curzon, | |   |

Tanmateix, també va retratar el gran joc com un esdeveniment en curs i futur el 1889, afirmant:
| «              | ... les conquestes transcàspiques del tsar han provocat, i el segell sobre el qual s'ha posat amb la finalització del nou ferrocarril. El poder de l'amenaça, que implica la capacitat de prendre Herat, ha passat de mans angleses a mans russes; la presa russa d'Herat és ara una qüestió no tant de guerra com de temps; i que els russos així, sense esforç, guanyaran la primera mà en el gran joc que està destinat a jugar per l'imperi d'Orient. | » |
| — Lord Curzon, | |   |

Rússia va seguir sent un focus per a Curzon durant i després del seu temps com a virrei de l'Índia.

### "Els britànics van col·lidir amb els russos sobre l'Àsia central"
A la dècada de 1850, Karl Marx i Friedrich Engels van acusar el diputat i primer ministre, Lord Palmerston de col·lusió amb Rússia durant la guerra de Crimea. Aleshores, Marx va al·legar que Palmerston va afeblir la defensa britànica de l'Imperi Otomà. Tot i que aquesta visió no estava generalitzada d'una altra manera, David Urquhart (1805-1877) va fer la mateixa acusació.

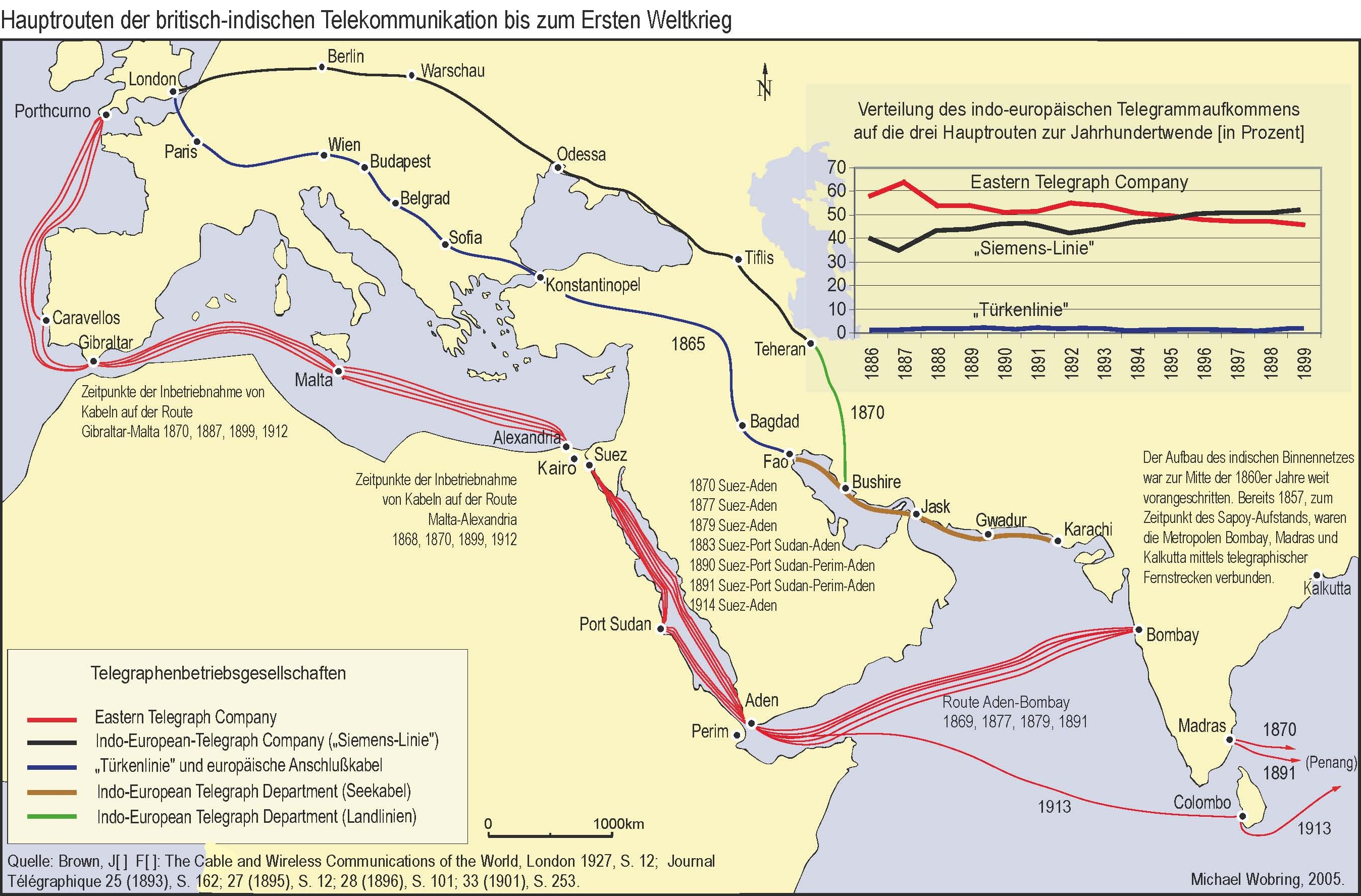
La línia telègrafa indoeuropea, que va permetre a Londres comunicar-se amb la seva colònia a l'Índia a partir de 1870, es va construir a través del territori de l'Imperi Rus, durant el 'Gran Joc' entre Rússia i Gran Bretanya. No obstant això, una línia de propietat total britànica Eastern Telegraph Company també va completar la seva primera connexió a l'Índia el 1870, el mateix any.

Les comunicacions per correu entre Londres i Calcuta podrien trigar fins a tres mesos en qualsevol cas. Les línies de telègraf de llarga distància es van construir a Rússia a la dècada de 1850. L'any 1870 es va completar la línia telègrafa indoeuropea i va proporcionar un enllaç de comunicació entre Londres i Calcuta després de passar per Rússia. Per primera vegada, l'oficina de l'Índia dins del Ministeri d'Afers Exteriors britànic podria telegrafiar les seves ordres i fer-les actuar de manera oportuna. El govern de Westminster tenia ara un control complet sobre la política exterior a l'Índia i el governador general de l'Índia va perdre la discreció que abans gaudia.

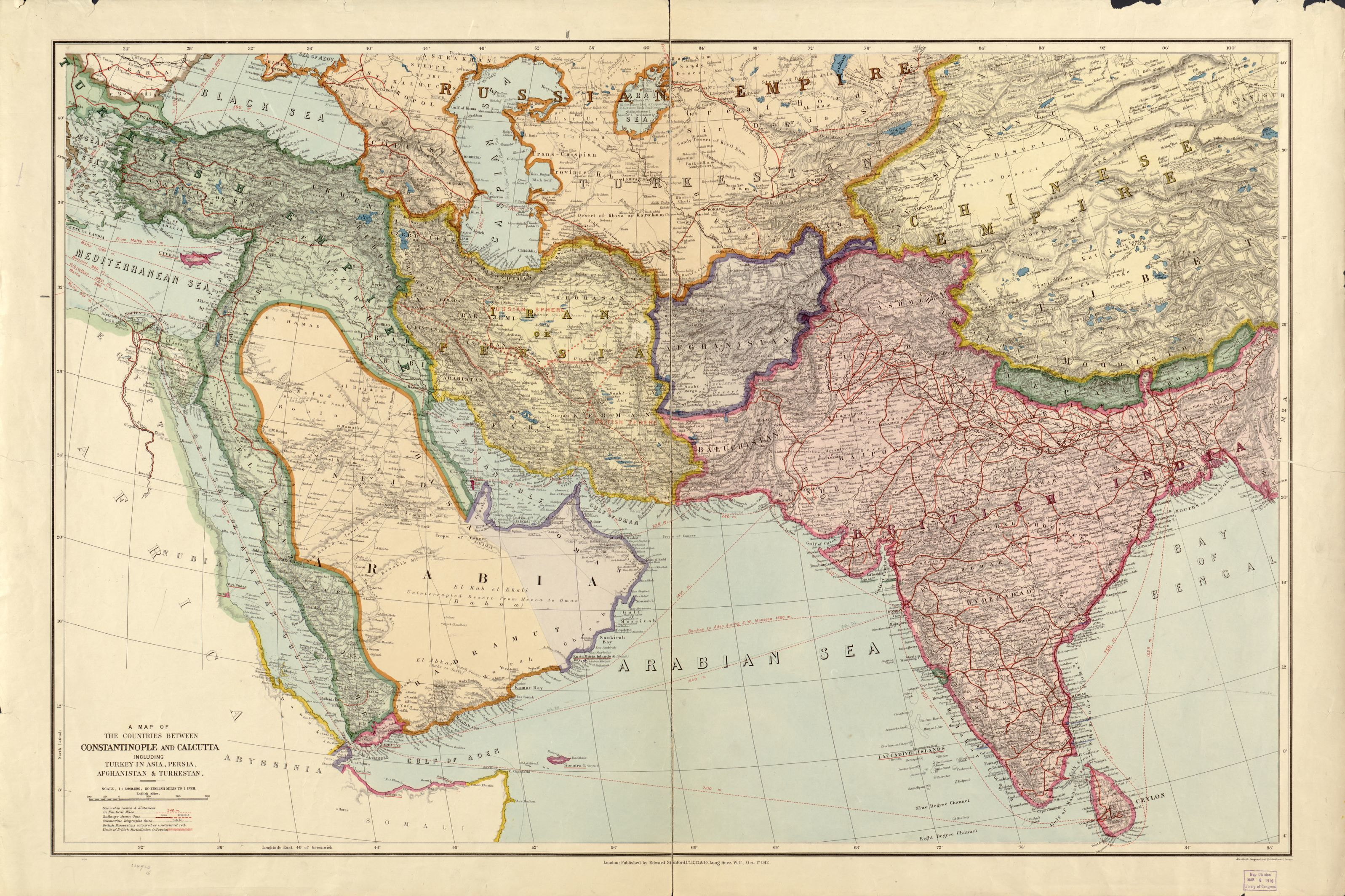
Mapa de 1912 d'Àsia Central i Meridional

El 1868, Rússia es va moure contra Bukhara i va ocupar Samarcanda. El príncep Gortxakov va escriure en el Memoràndum Gortxakov de 1874 que l'ambaixador rus a Gran Bretanya va oferir una explicació que va satisfer Clarendon, el secretari d'Afers Exteriors britànic. Clarendon va respondre que el ràpid avanç de les tropes russes no va alarmar ni va sorprendre el govern britànic, però sí el públic britànic i el govern indi. Clarendon va proposar una zona neutral entre Gran Bretanya i Rússia a la regió, una visió que era compartida pel govern rus. Això va portar a una reunió confidencial a Wiesbaden entre Clarendon i el comte Brunow, el secretari imperial rus.
Després de la signatura de l'Acord Anglo-Russo de 1873 que va ser seguit per l'ocupació de Khiva per part de Rússia, Gortxakov va escriure en el Memoràndum Gortxakov de 1874 que "Tot i que... el Kanat de Khiva es va mantenir completament en la nostra esfera d'acció, vam pensar que faríem un acte de cortesia de no haver informat Gran Bretanya de cap mesura abans d'haver-ne informat". El novembre de 1874, Lord Augustus Loftus, ambaixador britànic a Rússia va trucar al ministre rus d'Afers Exteriors en funcions, V. Westmann, i li va dir que "L'avanç de Rússia a Àsia Central dels darrers anys era un tema d'interès vigilant, encara que no era ni de gelosia ni de por al Govern de l'Índia".
El desembre de 1874, molt abans que Rússia s'annexionés Merv el 1884, Northbrook, el virrei de l'Índia, va escriure a Salisbury, el secretari d'Estat per a l'Índia, que acceptava una eventual annexió russa de Merv. L'any següent va escriure a Rawlinson, membre del Consell de l'Índia, "El nostre compromís amb Rússia respecte a la frontera de l'Afganistan ens impedeix promoure la incorporació dels turcmans de Merv als territoris subjectes a l'Ameer de Kabul". Northbrook no acceptaria cap extensió de Pèrsia cap a Merv. S'ha proposat que des del punt de vista de Sher Ali (d'Afganistan), abans de la invasió de l'Afganistan per Gran Bretanya a la Segona Guerra Anglo-afganesa de 1878, hi havia evidència dels inicis d'una comprensió creixent entre Gran Bretanya i Rússia per dividir l'Àsia Central entre ells.
Gran Bretanya i Rússia van acabar oficialment amb la seva disputa amb la Convenció Anglo-Russa de 1907, i després van cooperar per fer complir les seves disposicions sobre l'Iran Qajar, mentre continuava la rivalitat encoberta.

## Efecte del Gran Joc sobre les fronteres polítiques contemporànies

### A l'Índia
Narendra Singh Sarila, ajudant de camp de Lord Louis Mountbatten, l'últim virrei de l'Índia Britànica, descriu l'any 1948 al seu llibre The Shadow of the Great Game que basant-se en la seva investigació a The Oriental and India Collection of British Library que la partició de l'Índia estava parcialment connectada amb el Gran Joc entre Gran Bretanya i l'URSS. Va afirmar el següent al seu llibre:
| «                        | Una vegada que els britànics es van adonar que els nacionalistes indis que governarien l'Índia després de la seva independència els negarien la cooperació militar sota un paraigua de defensa de la Commonwealth britànica, es van conformar amb aquells disposats a fer-ho fent servir la religió per a aquest propòsit. El seu problema podria resoldre's si Mohammad Ali Jinnah, el líder del Partit de la Lliga Musulmana, tingués èxit en el seu pla per separar el nord-oest de l'Índia, al costat de l'Iran, l'Afganistan i Sinkiang i establir-hi un estat separat: el Pakistan. | » |
| — Narendra Singh Sarila, | |   |

Advocat i mediador a la Cort Suprema de l'Índia, Aman M. Hingorani en el seu llibre Unraveling the Cashmir Knot que Winston Churchill va dirigir al gabinet de guerra per avaluar "la política a llarg termini necessària per salvaguardar els interessos estratègics de l'Imperi Britànic a l'Índia i l'Oceà Índic", l'informe respecte del qual es va presentar el 19 de maig de 1945. Ell afirma al llibre:
| «                    | L'informe subratllava que "Gran Bretanya ha de mantenir la seva connexió militar amb el subcontinent per evitar l'amenaça de la Unió Soviètica a la zona", citant quatre raons de la "importància estratègica de l'Índia per a Gran Bretanya": el "valor de l'Índia com a base des de la qual les forces es podrien desplegar adequadament a la zona de l'oceà Índic, a l'Orient Mitjà i a l'Extrem Orient"; serveix com a "punt de trànsit per a les comunicacions aèries i marítimes"; sent 'una gran reserva de mà d'obra de bona qualitat de lluita'; i la importància estratègica de la regió del nord-oest per amenaçar la Unió Soviètica. | » |
| — Aman M. Hingorani, | |   |

## El Gran Joc com a llegenda

### Aspectes mitificats del Gran Joc
A. Vescovi va argumentar que l'ús del terme per part de Kipling era totalment fictici, "...perquè el Gran Joc tal com es descriu a la novel·la mai va existir; és gairebé completament una invenció de Kipling. En el moment en què s'ambienta la història (és a dir, a finals dels vuitanta), Gran Bretanya no tenia un servei d'intel·ligència, ni tampoc un grup de treball etnogràfic; de traçar tota l'Índia en resposta a una ansietat de control típicament anglesa".
Segons l'estudiós de la història militar Matt Salyer, el "Gran Joc" com a estratègia britànica era una ficció, però el "Gran Joc" com a descriptor vague de diverses accions de múltiples imperis, "des de la Guerra dels Set Anys" és exacte. Escriu que "la 'llegenda del Gran Joc' va sorgir com una lent historiogràfica diferent després de la Segona Guerra Mundial". No obstant això, diu: "Això no vol dir que els historiadors que descriuen les trajectòries de l'estatus imperial britànic en termes de 'el gran joc' estiguin equivocats".
Dos autors, Gerald Morgan i Malcolm Yapp, han proposat que The Great Game era una llegenda i que el Raj britànic no tenia la capacitat per dur a terme una empresa d'aquest tipus. Un examen dels arxius dels diferents departaments del Raj no va mostrar cap evidència d'una xarxa d'intel·ligència britànica a Àsia Central. En el millor dels casos, els esforços per obtenir informació sobre els moviments russos a l'Àsia Central eren rars, les aventures ad hoc i, en el pitjor dels casos, les intrigues semblants a les aventures de Kim eren rumors sense fonament, i que aquests rumors "sempre van ser moneda comuna a Àsia Central i s'aplicaven tant a Rússia com a Gran Bretanya". Després que dos representants britànics fossin executats a Bukhara el 1842, Gran Bretanya va desanimar activament els oficials de viatjar al Turkestán.
Gerald Morgan també va proposar que Rússia mai va tenir la voluntat ni la capacitat de moure's a l'Índia, ni l'Índia la capacitat de moure's a Àsia Central. Rússia no volia l'Afganistan, tenint en compte el seu fracàs inicial per prendre Khiva i la debacle britànica a la Primera Guerra Anglo-afganesa. Per envair l'Afganistan, primer necessitarien una base avançada a Khorasan, Pèrsia. Aleshores Sant Petersburg havia decidit que una política avançada a la regió havia fracassat, però semblava que una de no intervenció funcionava.
Sneh Manajan va escriure que els avenços militars russos a Àsia central només van ser defensats i executats per russos irresponsables o governadors entusiastes de les províncies frontereres. Robert Middleton va suggerir que The Great Game era tot un producte de la imaginació sobreexcitada d'uns quants polítics, oficials militars i periodistes jingoistes d'ambdós bàndols. L'ús del terme El Gran Joc per descriure la rivalitat anglo-russa a Àsia Central es va fer comú només després de la Segona Guerra Mundial. Poques vegades s'utilitzava abans d'aquell període. Malcolm Yapp va proposar que alguns britànics havien utilitzat el terme "El gran joc" a finals del segle XIX per descriure diverses coses diferents en relació als seus interessos a Àsia, però la principal preocupació de les autoritats britàniques a l'Índia era el control de la població indígena i no impedir una invasió russa.
Robert Irwin argumenta que el Gran Joc va ser sens dubte percebut pels aventurers britànics i russos de l'època, però va ser jugat per faccions més expansionistes per a la política de poder a Europa. Irwin afirma que "el príncep Ukhtomsky podria criticar els efectes corruptors del domini britànic sobre l'Índia i declarar que no hi podria haver fronteres per als russos a Àsia, però la política russa normalment era decidida per caps més intel·ligents. Estadistes astuts com Witte sancionaven l'enviament de missions diplomàtiques, exploradors i espies a l'Afganistan i al Tíbet, però ho van fer concessió als britànics i al Tibet, a Europa. d'altra banda, es va mostrar reticent a que el Raj li dictés la seva política exterior a Europa".
Segons l'historiador Patrikeeff, el concepte del Gran Joc també es va aplicar, possiblement de manera inexacta, al nord-est asiàtic per descriure la lluita entre Rússia i el Japó sobre Manxúria, que va prendre la forma de la invasió russa de Manxúria, la guerra russo-japonesa i part de la guerra civil russa, i potser tenia uns fonaments ideològics similars per començar. No obstant això, a diferència del Gran Joc britànic-rus al sud i l'oest d'Àsia, on es van establir esferes d'influència clares, Patrikeeff diu que aquest suposat Gran Joc al nord-est asiàtic va ignorar que el domini econòmic no va seguir la política (amb la victòria del Japó a Manxúria no va eliminar completament les concessions russes com el CER) i que les diferències centenàries de tradicions diferents, com ara el Q, hi van portar tradicions clau. No obstant això, els partidaris de l'imperi exiliats van utilitzar apel·lacions antigues i fins i tot mítiques a la legitimitat, com l'intent del baró Roman Ungern von Sternberg de reviure un "nou kanat mongol". Mentre que el Gran Joc entre Rússia i Gran Bretanya estava codificant esferes d'influència imperial a les seves fronteres, el suposat Gran Joc entre Rússia i Japó no va acabar en una frontera definida de manera similar, amb estats senyors de la guerra i Honghuzi emergint durant el període.

### Paper de les llegendes i el misticisme en el Gran Joc
Diversos estudiosos s'han centrat en el paper de les llegendes i el misticisme (de vegades interpretat com una forma d'orientalisme que va ser destacada a finals del segle XIX i principis del XX), durant el Gran Joc i en les seves conseqüències.
Alguns escriptors com Karl Meyer i Shareen Brysac han connectat el Gran Joc amb expedicions anteriors i posteriors a l'Àsia Interior, principalment les expedicions dels orientalistes britànics, russos i alemanys. Robert Irwin resumeix les expedicions com "William Moorcroft, el metge de cavalls amb la missió de trobar nous stocks per a la cavalleria a l'Índia britànica; Charles Metcalfe, l'advocat d'una política avançada a la frontera a principis del segle XIX; Alexander 'Bokhara' Burnes, l'oficial polític temerari, que va morir a mans d'un William Hay, el cap de Macnagh; la malfadada missió britànica a Kabul (i un erudit que va produir una important edició de les Nits d'Àrabs Francis Younghusband, l'explorador que va donar el seu nom a un cavall difícil d'ortografiar, Aurel Stein Sven Hedin, el caçador de manuscrits que semblava a l'explorador de l'Àsia); superman; Nicholas Roerich, l'artista i buscador de la llegendària ciutat oculta de Shambhala".

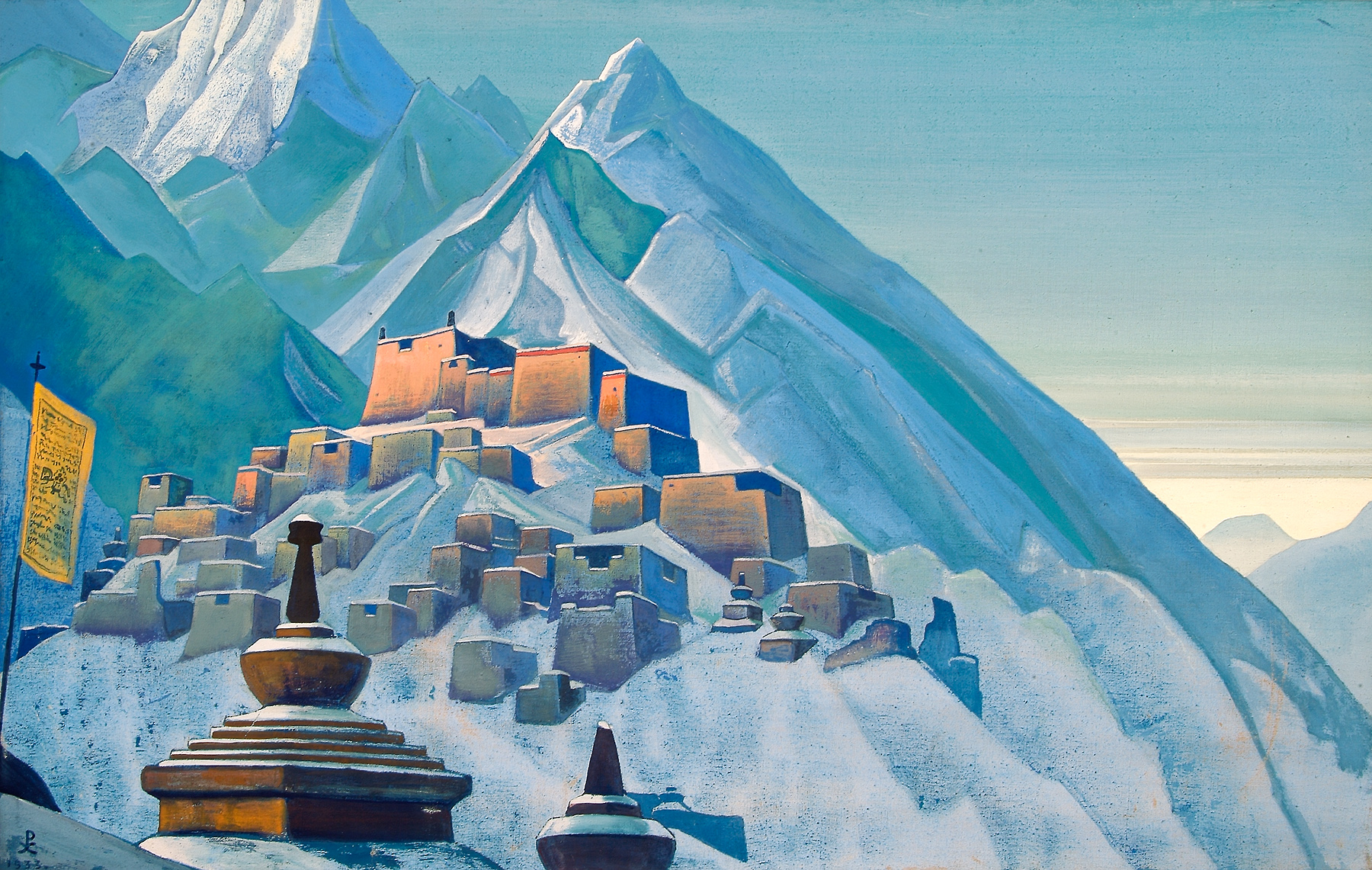
Pintura de 1933 de l'explorador rus Nicholas Roerich, Tibet. Himàlaia.

La fundadora de la Teosofia, l'esoterista Helena Blavatsky, també s'ha relacionat amb el Gran Joc, amb el seu esoterisme occidental inspirat en l'Himàlaia que criticava i s'enamorava de dues formes d'orientalisme dels imperis britànic i rus, ja que competien per definir i reivindicar "l'Orient". Blavatsky seria referenciat pel poeta Velimir Khlébnikov, que va argumentar que Gran Bretanya i Rússia havien pres trets del Kanat de Kazan i de l'Imperi Mongol, respectivament, en la seva lluita colonial per Àsia. Blavatsky també es referiria a la concepció doble de Rússia de si mateixa com a potència europea en contrast amb Àsia, així com un imperi amb seu a Àsia; Mentrestant, també s'apropiaria "conscientment" de la retòrica britànica sobre Rússia en qualificar-se de "salvatge rus". Tant Blavatsky com Khlebnikov van reivindicar l'ascendència calmuc a imitació de la cultura tradicionalment nòmada. L'estudiosa Anindita Banerjee va argumentar que això mostra una "desconstrucció" de les identitats nacionals en identificar-se amb un "altre religiós, geogràfic i ètnic", rellevant per a la diversitat d'Àsia Central i l'Índia i la frontera que existia entre els imperis britànic i rus.

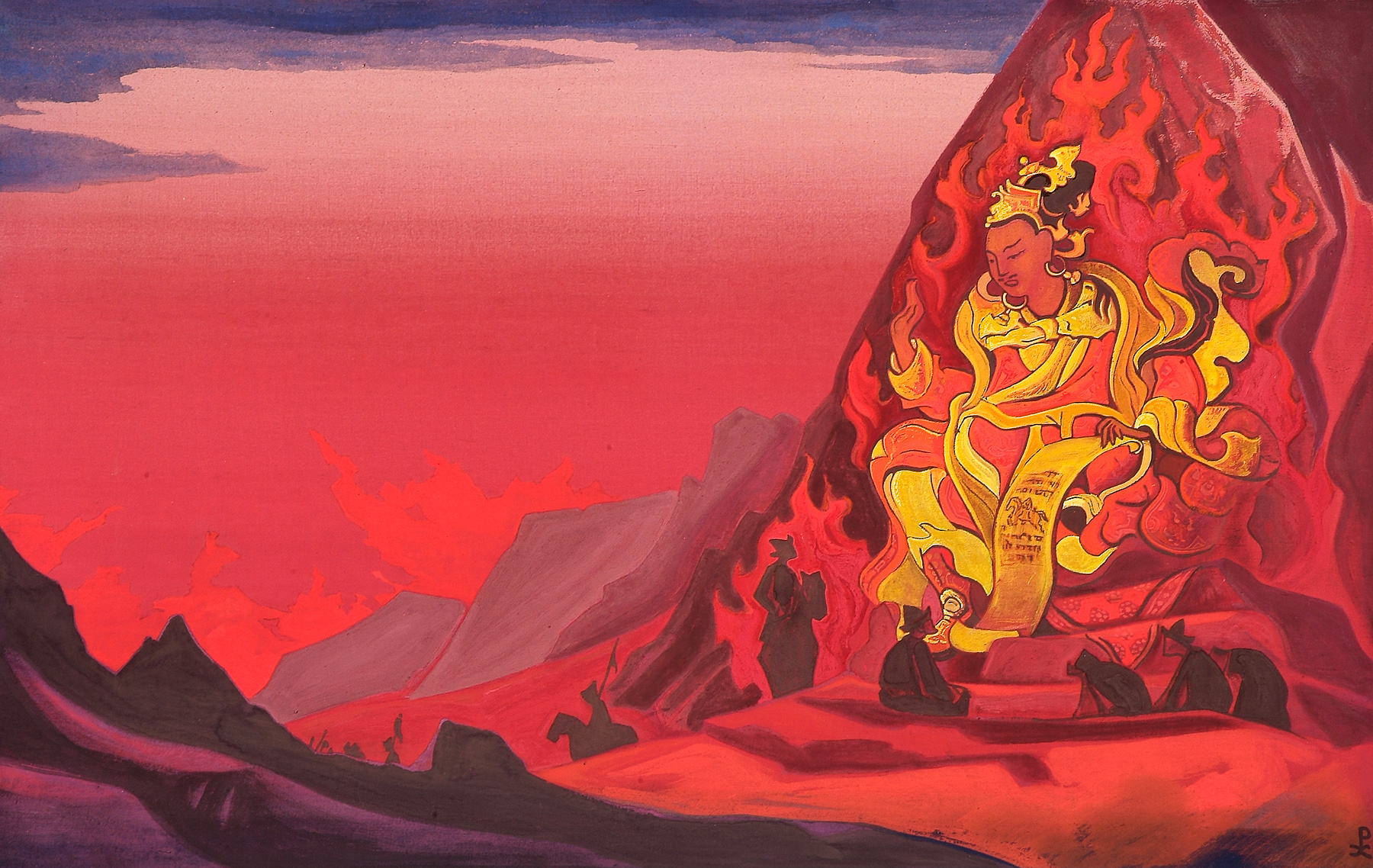
Pintura de 1924 o 1927 de l'explorador rus Nicholas Roerich, comandament de Rigden Djapo

Segons l'estudiós Andrei Znamenski, els comunistes soviètics dels anys 20 pretenien estendre la seva influència sobre Mongòlia i el Tibet, utilitzant el mític regne budista de Shambhala com a forma de propaganda per afavorir aquesta missió, en una mena de "gran joc bolxevic". L'expedició del simbolista rus Nicholas Roerich s'ha posat en el context del Gran Joc a causa del seu interès pel Tibet, Encara que a Roerich no li agradaven els comunistes, va acceptar ajudar la intel·ligència soviètica i les operacions d'influència a causa d'una paranoia compartida cap a Gran Bretanya, així com el seu objectiu de formar una "Unió Sagrada de l'Orient"  Jan Morris afirma que "Roerich va portar els desconcerts del posterior Gran Joc a Amèrica" mitjançant moviments de misticisme anomenats Roerichisme.
A principis dels anys 20, Roerich va afirmar que éssers d'una comunitat budista esotèrica de l'Índia li van dir que Rússia estava destinada a una missió a la Terra. Això va portar a Roerich a formular el seu "Gran Pla", que preveia la unificació de milions de pobles asiàtics mitjançant un moviment religiós que utilitzava el Buda del Futur, o Maitreya, en una "Segona Unió de l'Est". Allà, el rei de Shambhala, seguint les profecies de Maitreya, faria la seva aparició per lluitar en una gran batalla contra totes les forces del mal de la Terra. Roerich ho va entendre com "la perfecció cap al bé comú". El nou govern havia d'incloure el sud-oest d'Altai, Tuva, Buriatia, Mongòlia Exterior i Interior, Xinjiang i el Tibet, amb la seva capital a "Zvenigorod", la "Ciutat de les campanes", que s'havia de construir als peus del mont Belukha, a Altai. Segons Roerich, els mateixos Mahatmas li van revelar el 1922 que era una encarnació del cinquè Dalai Lama.

## Altres usos del terme "gran joc"
La invasió soviètica de l'Afganistan va convidar a comparar-se amb el Gran Joc dels anys vuitanta. La preocupació per l'escassetat de recursos va sorgir una vegada més a la dècada de 1990, i amb això l'esperança que els estats recentment independents d'Àsia Central i el Caucas proporcionessin un auge de recursos -el nou "golf Pèrsic" - i amb ell la competència pel petroli i el gas en una versió del segle XXI del Gran Joc. Aquestes expectatives no estaven recolzades pels fets, i venien amb una exageració del valor comercial i geopolític de la regió. Des d'aleshores, alguns periodistes han utilitzat l'expressió El nou gran joc per descriure el que proposaven era un renovat interès geopolític a Àsia Central a causa de la riquesa mineral de la regió, que en aquell moment estava més disponible per a la inversió estrangera després de la fi de la Unió Soviètica. Un periodista va relacionar el terme amb un interès pels minerals de la regió i un altre amb els seus minerals i energia. L'interès pel petroli i el gas inclou gasoductes que transmeten energia a la costa est de la Xina. Una visió del Nou Gran Joc és un canvi cap a la geoeconòmica en comparació amb la competència geopolítica. Xiangming Chen creu que "la Xina i Rússia són els dos poders dominants enfront dels estats independents més febles d'Àsia Central".
Altres autors han criticat la reutilització del terme "Great Game". Pot implicar que els estats d'Àsia Central són completament els peons d'estats més grans, quan això ignora els factors potencialment contrapesos. Segons l'analista estratègic Ajay Patnaik, el "Nou Gran Joc" és un nom equivocat, perquè en lloc de dos imperis centrats en la regió com en el passat, ara hi ha moltes potències globals i regionals actives amb l'ascens de la Xina i l'Índia com a grans potències econòmiques. Els estats d'Àsia Central han diversificat les seves relacions polítiques, econòmiques i de seguretat. David Gosset, de CEIBS Shanghai, afirma que "l'Organització de Cooperació de Shanghai (SCO) establerta l'any 2001 està demostrant que els actors d'Àsia Central han aconseguit un cert grau d'independència. Però fonamentalment, el factor Xina introdueix un nivell de predictibilitat". Al llibre de relacions internacionals de 2015 Globalizing Central Asia, els autors afirmen que els estats d'Àsia Central han perseguit un enfocament multivectoral per equilibrar els interessos polítics i econòmics de les potències més grans, però ha tingut un èxit mixt a causa dels canvis estratègics de les administracions pel que fa a Occident, Xina i Rússia. Suposen que la Xina podria equilibrar Rússia. No obstant això, Rússia i la Xina tenen una associació estratègica des del 2001. Segons Ajay Patnaik, "la Xina ha avançat acuradament a la regió, utilitzant l'OCS com a principal mecanisme regional, però mai desafiant els interessos russos a l'Àsia Central". A la Carnegie Endowment, Paul Stronski i Nicole Ng van escriure el 2018 que la Xina no ha desafiat fonamentalment cap interès rus a Àsia Central. Van suggerir que la Xina, Rússia i Occident podrien tenir interessos mutus en l'estabilitat regional a Àsia Central.
El Gran Joc ha estat descrit com un tòpic-metàfora, i hi ha autors que ara han escrit sobre els temes de "el Gran Joc" a l'Antàrtida, l'extrem nord del món, i a l'espai exterior.

### Historiografia i memòria
- Amos, Philip. "Recent Work on the Great Game in Asia." International History Review 2#2 1980, pp. 308–320. online Arxivat 19 August 2022[Date mismatch] a Wayback Machine.
- Becker, Seymour. "The 'great game': The history of an evocative phrase." Asian Affairs 43.1 (2012): 61–80.
- Martel, Gordon. "Documenting the Great Game: 'World Policy' and the 'Turbulent Frontier' in the 1890s" International History Review 2#2 1980, pp. 288–308. online Arxivat 22 August 2022[Date mismatch] a Wayback Machine.
- Morrison, Alexander. "Introduction: Killing the Cotton Canard and getting rid of the Great Game: rewriting the Russian conquest of Central Asia, 1814–1895." (2014): 131–142. online Arxivat 19 August 2022[Date mismatch] a Wayback Machine.
- Yapp, Malcolm (16 maig 2000), "The Legend of the Great Game", pàg. 179–198